# Războiul din Vietnam
Războiul din Vietnam (în vietnameză: Chiến tranh Việt Nam) a avut loc între 1 noiembrie 1955 și 30 aprilie 1975, căderea Saigonului. Războiul a fost purtat între Republica Democrată Vietnam (Vietnamul de Nord), sprijinită de China și Uniunea Sovietică, și Republica Vietnam (Vietnamul de Sud), sprijinită de Statele Unite. Conflictul s-a încheiat cu înfrângerea Vietnamului de Sud și unificarea țării sub conducere comunistă. Trupele americane s-au retras din Vietnam, războiul fiind considerat unul dintre marile eșecuri ale politicii externe americane.
Prin Războiul din Vietnam, în sens mai larg, se înțelege cel de-al doilea război din Indochina (1955-30 aprilie 1975) iar, în sens mai restrâns, intervenția americană (între 1965-1973). În principiu, războiul a fost purtat pentru reunificarea Vietnamului despărțit, temporar, de înfrângerea decisivă din 1954 a armatei coloniale franceze. În acest conflict, cele două mari puteri comuniste concurau și una cu cealaltă și pentru influența în Asia de sud-est, iar SUA încerca să împiedice răspândirea comunismului în țările fragile din Asia, care, recent, deveniseră independente. Conflictele militare terestre s-au purtat, în mare parte, în Vietnamul de Sud, respectiv în Laos și Cambodgia, în zonele de graniță cu Vietnamul.   În prima perioadă a războiului, trupele armatei Vietnamului de Sud, pregătite de consilierii militari americani, au încercat să elimine forțele de gherilă care se ascundeau în zonele rurale și în sistemul de canale subterane, dar, datorită haosului și opresiunii politice din sud, numărul acestora, în loc  să scadă, a crescut. În anii 1960 conducerea politică și militară americană a decis că, pe lângă consilierii și instructorii militari americani, să trimită în zonă și trupe. Gherilele din nord erau sprijinite de trupele armatei Vietnamului de Nord, încercând, de mai multe ori, să cucerească Vietnamul de Sud, doar intervenția militară americană a putut să salveze situația. Ca răspuns, aviația SUA a încercat să distrugă industria Vietnamului de Nord, dar efectele nu au fost cele scontate din cauza ajutorului acordat Vietnamului de Nord de URSS și China. Datorită imaginilor necenzurate transmise de televiziune, opinia publică din toată lumea a putut să vadă cruzimile războiului fără frontiere, ceea ce a condus la întărirea mișcărilor pacifiste și creșterii rezistenței americanilor față de serviciul militar obligatoriu. În paralel, politicienii din SUA au încercat permanent să obțină independența părții din Sud, dar Vietnamul de Nord nu ceda din pretențiile sale, dorind ca toți militarii străini să părăsească sudul, țara să fie reunificată și să se desfășoare alegeri libere, mizând pe faptul că, datorită haosului din Vietnamul de Sud, alegerile vor fi câștigate de comuniști.  În final, în anul 1972, delegațiile SUA și cea a Vietnamului de Nord s-au înțeles, fără știrea delegației Vietnamului de Sud. Conducerea americană încă din 1968 a avut intenția să se retragă din conflict, dar dorea să facă acest lucru cu un minim de pierdere de prestigiu. După semnarea acordului de pace, în 1973, SUA și-a retras forțele militare din regiune. Forțele Vietnamul de Sud, rămase fără sprijin, s-au diminuat, iar Vietnamul de Nord, încălcând acordul de pace, în 1975, a atacat Vietnamul de Sud, ocupând Saigonul, capitala acestuia. Cele două țări au fost unificate, oficial, în anul 1976, sub numele de   Republica Socialistă Vietnam.
Războiul Civil din Laos și Războiul Civil Cambodgian sunt conflicte legate de Războiul din Vietnam, care au avut loc în paralel și cu implicații între ele.

## Începuturile din anul 1949. Ocupația franco-japoneză

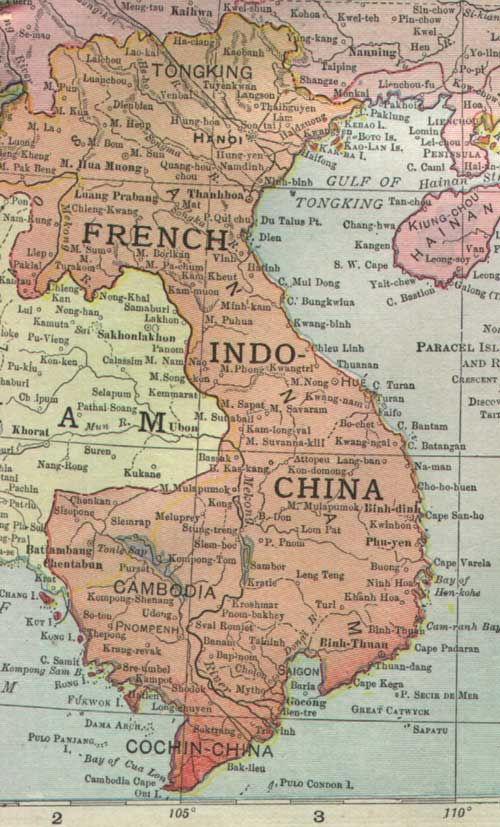
Indochina franceză (1913).

Franța a început cucerirea Indochinei la sfârșitul anilor 1850, care s-a terminat prin 1893. Tratatul de la Hue din 1884 a asigurat baza stăpânirii coloniale franceze pentru următoarele șapte decenii. În aceste șapte decenii de ocupație colonială au fost mai multe revolte împotriva puterii coloniale, dintre care cea mai mare succes a avut-o Frontul Comun al Viet Minh, fondat în 1941 de SUA și Partidul Național Chinez în lupta împotriva ocupației Japoneze și condus de Partidul Comunist din Indochina. În timpul celui de-al Doilea Război Mondial, în anul 1940, Franța a fost înfrântă de Germania, Franța fiind condusă de Guvernul de la Vichy, ceea ce a avut ca rezultat colaborarea oficialităților conduse de Regimul Francez de la Vichy cu ocupanții japonezi, în sensul că Franța continua să conducă coloniile, dar puterea era în mâna japonezilor.
Viet Minh s-a format pentru a lupta pentru independența față de Franța, dar se opunea, de asemenea, și ocupației japoneze. Viet Minh, cu sprijinul SUA și Partidului Național Chinez, lupta pentru cucerirea independenței față de Franța, dar și împotriva ocupației japoneze.
Liderul Viet Minh, Ho Și Min a fost suspectat că este comunist și a fost închis un an de Partidul Naționalist Chinez. Dubla ocupație de către Franța și Japonia a continuat până în momentul când forțele germane au fost scoase din Franța și autoritățile coloniale franceze au început negocieri secrete cu Forțele Franței Libere. Temându-se că nu mai pot avea încredere în autoritățile franceze, Armata Japoneză, la 9 martie 1945, i-a internat, asumându-și administrarea directă a Indochinei franceze  cu împăratul Bao Dai la conducerea statului marionetă Imperiul Vietnamului. În anii 1944–1945, datorită efectului combinat al vremii nefavorabile cu exploatarea franco-japoneză, Vietnamul a fost lovit de foamete, din populația de 10 milioane, care locuia în zona afectată, 1 milion au murit de foame.
Exploatând situația creată de lipsurile administrației  datorită internării francezilor, Viet Minh, în martie 1945, a îndemnat populația să jefuiască depozitele de orez și să refuze plătirea impozitelor  Prin urmare, între 75 și 100 de depozite au fost jefuite. Această rebeliune împotriva efectelor foametei și ale autorităților au fost, parțial, responsabile pentru creșterea popularității Viet Minh-ului, care, în această perioadă, a recrutat mulți membri.
În august 1945, japonezii au fost înfrânți și s-au predat necondiționat. După înfrângerea Japoniei din august 1945, în Indochina Franceză s-a creat un vid de putere care a fost ocupat de Viet Minh.

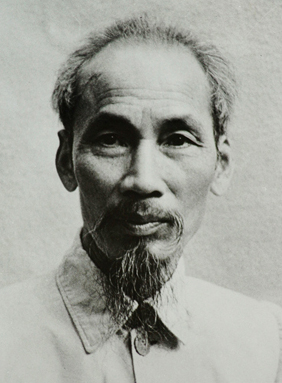
Ho Și Min, președintele Vietnamului de Nord (oct. 1946)

În 2 septembrie 1945, în fața unei mulțimi de 500 000 persoane, Ho Și Min a declarat independența Republicii Democratice Vietnam. Principalele forțe aliate victorioase din cel de-al Doilea Război Mondial (Marea Britanie, Statele Unite, și Uniunea Sovietică) au fost de acord că zona a aparținut francezilor. Deoarece francezii nu aveau nave, arme, sau soldați pentru a reocupa imediat Vietnamul, marile puteri au ajuns la un acord conform căruia trupele britanice să ocupe partea de sud, în timp ce forțele naționaliste chineze ar intra în partea de nord. La 14 septembrie 1945 trupele naționaliste din China au intrat în nord pentru a dezarma trupele japoneze aflate la nord de paralela 16.
Când britanicii au aterizat în partea de sud, au reînarmat forțele franceze internate, precum și părți ale forțelor japoneze care s-au predat pentru a le ajuta la recuperarea sudului Vietnamului, deoarece britanicii nu dispuneau de trupe suficiente pentru a face acest lucru ei înșiși. Urmând indicațiile pe linie de partid de la Moscova, Ho Și Min, inițial, a încercat să negocieze cu francezii, care, încet-încet, restabileau controlul francez asupra teritoriului țării. În ianuarie 1946 Viet Minh a câștigat alegerile din zona centrală și de nord a Vietnamului. La 6 martie 1946, Ho Și Min a semnat un acord care să permită forțelor franceze să înlocuiască Forțele Naționaliste din China, în schimbul recunoașterii de către Franța a Republicii Democrate Vietnam, ca o republică "liberă"  în cadrul Uniunii Franceze, cu mențiunea că specificul unei astfel de recunoașteri urmează să fie stabilită în viitoarele negocieri. Francezii au aterizat în Hanoi, în martie 1946, și, până în luna noiembrie a aceluiași an, au alungat Viet Minh din oraș. Forțele britanice au plecat la 26 martie 1946, lăsând Vietnamul în mâinile francezilor. Curând după aceea, Viet Minh a început un război de gherilă împotriva forțelor franceze ale Uniunii Franceze, începând, astfel, Primul Război din Indochina. Războiul s-a răspândit în Laos și Cambodgia unde comuniștii au organizat Pathet Lao și Khmer Serei, ambele fiind modelate după Viet Minh. La nivel mondial, Războiul Rece începea să devină o realitate, ceea ce însemna că apropierea care a existat între puterile occidentale și Uniunea Sovietică în Al Doilea Război Mondial s-a dezintegrat. Lupta Viet Minh-ului  a fost împiedicată de lipsa armamentului, această situație s-a schimbat, însă, în 1949, când comuniștii chinezi au câștigat Războiul Civil Chinez și au avut posibilitatea să furnizeze arme aliaților lor din Vietnam.

## Retragerea francezilor, 1950-1954

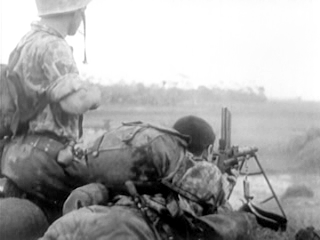
Soldați francezi în luptă într-o ambuscadă a Viet Min-ului în 1952.

În ianuarie 1950, națiunile comuniste conduse de Republica Populară Chineză au recunoscut diplomatic Republica Democrată Vietnam al Viet Minh-ului cu capitala la Hanoi, în timp ce națiunile necomuniste au recunoscut Statul Vietnam sprijinit de Franța, cu capitala la Saigon, condus de fostul împărat Bao Dai.
Izbucnirea Războiului din Coreea, în iunie 1950, a convins mulți factori de decizie din Washington că războiul din Indochina este un exemplu al expansiunii comuniste conduse de URSS.
Consilierii militari chinezi au început pregătirea militarilor din Viet Minh încă din iulie 1950. Armele, expertiza și ajutorul genistic acordat de chinezi au transformat Viet Minh-ul dintr-o formațiune de gherilă într-o armată regulată.
În septembrie 1950, SUA a creat Grupul consultativ de asistență militară (MAAG) pentru a analiza cererile de asistență ale francezilor și de a instrui soldații vietnamezi.  Până în 1954 SUA a furnizat 300.000 arme portabile și a cheltuit peste 1 miliard de dolari pentru susținerea efortului militar francez, suportând 80% din costurile războiului.
Între francezi și americani s-a discutat chiar și posibilitatea folosirii a trei bombe nucleare tactice, cu toate că rapoartele privind seriozitatea acestor intenții sunt contradictorii.
Una dintre versiunile planului pentru Operațiunea Vulture presupunea trimiterea a 60 avioane bombardament tip B-29, B-36, și B-47 de pe baze din SUA, alături de 150 de avioane de vânătoare pentru suport, lansate de pe portavioanele SUA, pentru a bombarda pozițiile comandantului Viet Minh, Võ Nguyên Giáp. Planul includea opțiunea folosirii a trei încărcături atomice asupra pozițiilor Viet Minh-ului. Amiralul Arthur W. Radford a acordat sprijinul său pentru lovitura nucleară.
Bătălia de la Dien Bien Phu[[]] a marcat sfârșitul intervenției și colonialismului francez în Indochina. La 7 mai 1954 garnizoana franceză s-a predat.  Din cei 12 000 prizonieri francezi luați prizonieri de forțele Viet Minh doar 3000 au supraviețuit. La Conferința de la Geneva, Franța și Viet Minh  au acceptat încetarea focului, garantând independența Cambodgiei, Laosului și Vietnamului.

## Perioada de tranziție

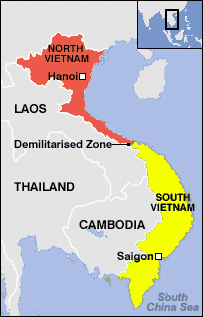
Divizarea Vietnamului la paralela 16

Vietnamul a fost, temporar, împărțit la paralela 17 și, în condițiile Acordurilor de la Geneva, civilii aveau posibilitatea de a circula liber între cele două state provizorii pentru o perioadă de 300 de zile. Alegerile din întreaga țară au fost organizate în 1956 pentru a stabili un guvern unificat. Aproximativ un milion de locuitori al regiunii nordice, în special minoritari catolici, au fugit în sud, temându-se de persecuție comuniștilor. Refugiații din nord, în special catolici, au dat, mai târziu, regimul puternic anti-comunist Ngô Đình Diệm.  În jur de 52.000 de civili vietnamezi s-au mutat din sud în nordul țării. În nord, Viet Minh conducea țara numită Republica Democrată Vietnam și s-a angajat într-un program de reformă drastică a pământului, în care mai mult de 100.000 de persoane percepute ca "dușmani de clasă", au fost executate. Unele estimări variază de la 200.000 până la 900.000 de decese din cauza execuțiilor, taberelor de muncă și foametei.  În sud, între timp, s-a constituit Statul Vietnam, condus de împăratul Bao Dai și prim-ministrul Ngô Đình Diệm, (numit în luna iulie 1954).  În iunie 1955, Diem a anunțat că alegerile programate în 1956 nu vor avea loc, susținând că Vietnamul de Sud a respins, de la început, Acordurile de la Geneva și, prin urmare, nu era legat de acestea. Președintele Eisenhower, repetând opinia unor experți din SUA, scria, în 1954, că "80 la sută din populație ar fi votat pentru Ho Și Min comunist în locul împăratului Bao Dai".  Din aprilie până în iunie 1955, Diem, contrar opiniei consilierilor din SUA, a eliminat orice opoziție politică în sud, prin lansarea operațiunilor militare împotriva sectei religioase Cao Dai, secta Hoa Hao al lui Ba Cut și grupul de crimă organizată Binh Xuyen (care a fost aliat cu membri ai poliției secrete și a unor elemente militare). Ca răspuns la ampla opoziție față de tacticile sale dure, Diem a încercat din ce în ce mai mult să dea vina pe comuniști. Într-un referendum privind viitorul statului Vietnam, la 23 octombrie 1955, Diem a fraudat sondajele supravegheate de către fratele său, Ngo Dinh Nhu, și a fost creditat cu 98.2 la sută din voturi, inclusiv 133% voturi în Saigon. Consilierii săi americani au recomandat o marjă de câștig mai modestă de "60 - 70 de procente." Cu toate acestea, Diem a privit alegerile ca un test de autoritate, iar, trei zile mai târziu, a declarat Vietnamul de Sud ca stat independent, sub numele de Republica Vietnam, proclamându-se pe el însuși președinte.  Republica Vietnam a fost creată, în mare măsură, datorită dorinței administrației Eisenhower pentru existența unui stat anti-comunist în regiune. „Teoria dominoului” susținea, că dacă o țară "a căzut" (a devenit stat comunist), atunci toate țările din jur o vor urma.

## Vietnamul de Sud în perioada președinteluiNgô Đình Diệm, 1955-1963

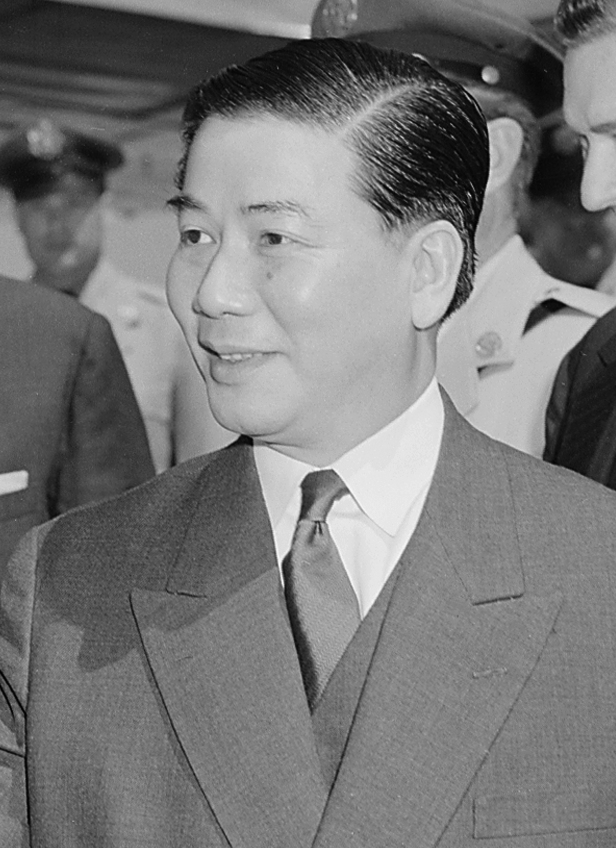
Președintele Vietnamului de Sud - Ngô Đình Diệm

#### Conducerea
Diem, romano-catolic devotat,  a fost un fervent anti-comunist, naționalist și conservator. Istoricul Luu Doan Huynh notează că "regimul Diem a reprezentat naționalism îngust și extremist cuplat cu autocrație și nepotism." Deoarece Diem era  un vietnamez catolic bogat, mulți vietnamezi obișnuiți îl considerau pe Diem ca parte din elită, care a ajutat Franța să conducă Vietnamul, mai ales că, în guvernul colonial francez, Diem a fost ministru de interne. Majoritatea vietnamezilor erau budiști și erau alarmați de devotamentul creștin al lui Diem și ale măsurilor pe care le implica acest devotament. Începând cu vara anului 1955, Diem a lansat  campania "Denunță comuniștii", în care comuniștii și alte elemente anti-guvernamentale au fost arestați, închiși, torturați, sau executați. În august 1956 Diem a instituit pedeapsa cu moartea pentru orice activitate comunistă. Ca o măsură a nivelului de represiune politică, între anii 1955 - 1957, aproximativ 12.000 de adversarii suspectați ai lui Diem au fost uciși iar, până la sfârșitul lui 1958, aproximativ 40.000 de deținuți politici au fost închiși. În mai 1957, Diem a întreprins o vizită de stat, de zece zile, în Statele Unite. Președintele Dwight Eisenhower a promis sprijinul său în continuare și, în onoarea lui Diem, în New York s-a desfășurat o paradă. Deși Diem a fost lăudat public, în privat, secretarul de stat John Foster Dulles a recunoscut că Diem a fost selectat pentru că nu au existat alternative mai bune. Viitorul secretar american al apărării, Robert McNamara scria că noii patroni americani ai Republicii Vietnam erau aproape complet ignoranți în privința culturii vietnameze. Ei nu știau aproape nimic despre limba sau lunga istorie a țării. Diem avertiza că este o iluzie să se creadă că copierea orbească a metodelor din Vest ar putea rezolva problemele vietnameze.

#### Insurgență în Sud, 1954-1960
Președintele Eisenhower aprecia că, în cazul unor alegeri libere, conform Acordului de la Geneva, "este posibil ca peste 80% din populație ar vota comuniștii lui Ho Și Min.  Guvernul Diem a eșuat, în mare măsură, în punerea în aplicare a unui program de reformă agrară pentru țăranii din Vietnamul de Sud (90% din populație locuiau în mediul rural). Guvernul din Vietnamul de Sud a utilizat, pe scară largă, represiunea dură, astfel, între 1954 și 1960, a capturat 50.000 de prizonieri și i-a internat în lagăre de reeducare "politică", ca parte a campaniei Denunțarea de comuniști.  Potrivit ziarului Pentagon Papers închisorile erau "puțin mai mult decât lagărele de concentrare pentru inamicii potențiali ai guvernului" și aplicau tortura, indiferent dacă prizonierii erau  comuniști sau nu. Guvernul Diem a desființat, de asemenea, alegerile pentru consiliile sătești de teama prezenței multor candidați Viet Minh, potențial câștigători, și a înlocuit autonomia administrativă rurală cu conducerea unor oficiali guvernamentali. Acest lucru a avut ca efect faptul că, între 1954 și 1957, în mediul rural s-a dezvoltat o disidență pe scară largă, pe care guvernul Diem a reușit s-o calmeze cu oarecare succes.

## Perioada Kennedy, 1961-1963

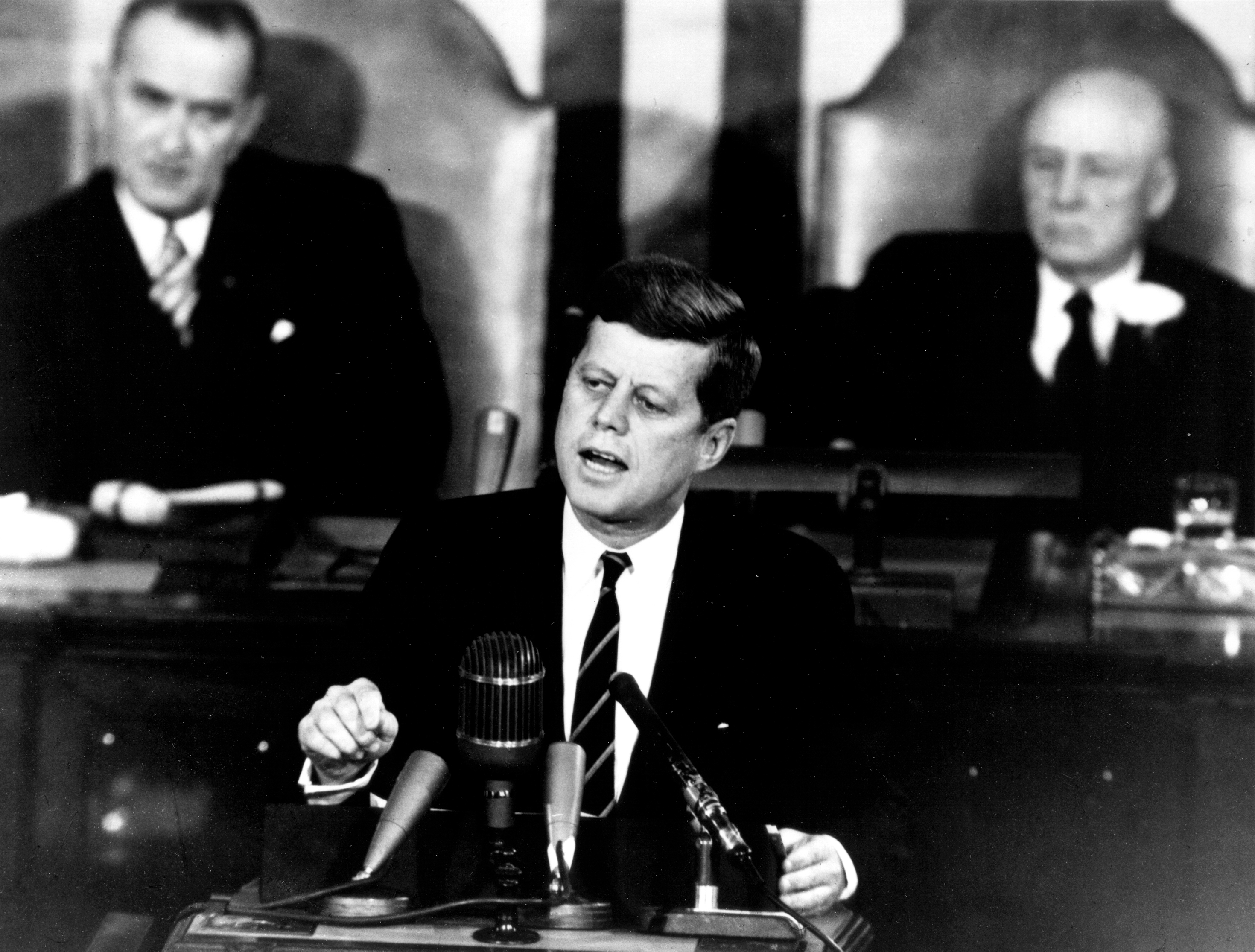
Președintele Kennedy a autorizat, din 1961, consolidarea intervenției americane în Vietnam

În 1960, la alegerile prezidențiale din SUA, senatorul John F. Kennedy l-a învins pe vicepreședintele Richard Nixon. Deși Eisenhower l-a avertizat pe Kennedy despre problemele din Laos și Vietnam, în ochii lui Kennedy, Europa și America Latină „se profilau mai mari în ochii săi decât Asia." În discursul său inaugural, Kennedy a făcut angajamentul ambițios de a "plăti orice preț, să poarte orice sarcină, să sprijine oricare prieten, să se opună oricărui inamic, în scopul asigurării supraviețuirii și succesului libertății." În iunie 1961, la întâlnirea sa de la Viena cu  premierul sovietic Nikita Hrușciov, în timpul discuțiilor despre principalele probleme americano-sovietice, și-a respectat ferm acest angajament . Administrația Kennedy a rămas, în esență, angajată politicii externe a Războiului Rece moștenit de la administrațiile Truman și Eisenhower. În 1961, SUA avea un efectiv de 50.000 de militari staționați în Coreea, iar Kennedy se confrunta cu o criză care avea trei componente: eșecul invaziei americane din Golful Porcilor, construcția Zidului Berlinului și acordul negociat între guvernul pro-occidental din Laos și mișcarea comunistă Pathet Lao. Kennedy credea că un alt eșec din partea Statelor Unite în a obține controlul și a opri expansiunea comunistă ar afecta, în mod iremediabil, credibilitatea SUA și reputația sa proprie. Kennedy era hotărât "să tragă linia" și să prevină o victorie comunistă în Vietnam. El a declarat jurnalistului James Reston de la The New York Times, imediat după întâlnirea sa la Viena cu Hrușciov, că "acum avem o problemă, de a face credibilă puterea noastră, iar Vietnamul pare a fi locul potrivit." În mai 1961, vicepreședintele Lyndon B. Johnson a vizitat Saigonul și a declarat cu entuziasm că Diem este "Winston Churchill al Asiei." Întrebat de ce a făcut acest comentariu, Johnson a răspuns: "Diem este singurul băiat pe care îl avem acolo." Johnson l-a asigurat pe Diem de mai mult ajutor în formarea forței de luptă, care ar putea rezista  comuniștilor. Politica lui Kennedy față de Vietnamul de Sud se baza pe ipoteza că Diem și forțele sale, în cele din urmă, trebuie să învingă gherilele prin forțele lor proprii. El a fost împotriva trimiterii trupelor americane și remarcând că "introducând forțele americane în număr mare acolo, azi, ar putea avea, inițial, un impact militar favorabil, dar ar duce, aproape sigur, la consecințe politice negative și, pe termen lung, la consecințe militare negative." Pregătirea militarilor sud-vietnamezi, cu toate acestea, a rămas, în continuare, slabă. Proasta conducere, corupția și promovarea pe criterii politice au jucat un rol major în secătuirea Armatei Vietnamului de Sud. Frecvența atacurilor de gherilă a crescut odată cu întărirea insurgenței. În timp ce sprijinul Hanoi-ului pentru NLF(Frontul Național pentru Eliberarea Vietnamului de Sud) a jucat un rol important, mai decisiv în criză s-a dovedit incompetența guvernului Vietnamului de Sud. Una dintre problemele majore dintre cele ridicate de Kennedy a fost dacă programele sovietice de cucerire a spațiului cosmic și cel de construire a rachetelor au depășit sau nu cele din Statele Unite. Deși Kennedy a subliniat importanța ca rachetele cu rază lungă să fie la paritate cu numărul de rachete ale sovieticilor, el a fost, de asemenea, interesat de utilizarea forțelor speciale pentru lupta împotriva insurgenților în țările lumii a treia amenințate de insurgenții comuniști. Deși aceste forțe au fost, inițial, destinate utilizării lor în spatele liniei frontului, în cazul unei eventuale invazii convenționale în Europa, Kennedy credea că tacticile de gherilă utilizate de forțele speciale, cum ar fi, de exemplu, Beretele Verzi, ar fi eficiente în "luptele de tufișuri" în războiul din Vietnam. Consilierii Maxwell Taylor și Walt Rostow i-au recomandat lui Kennedy, ca trupele americane să fie trimise în Vietnamul de Sud deghizate în lucrători pentru îndepărtarea dezastrelor provocate de inundații. Kennedy a respins ideea, dar, din nou, a mărit asistența militară. În aprilie 1962, John Kenneth Galbraith l-a avertizat pe Kennedy de faptul că „pericolul este să îi înlocuim pe francezi ca forță colonială și să sângerăm cum au sângerat ei.” În 1963, erau cu 16.000 mai mulți militari americani în Vietnamul de Sud, față de cei  900 de consilieri militari ai lui Eisenhower. În 1961 a fost inițiat un program de fortificare a zonei rurale, de izolare a satelor de insurgenți și de a oferi educație și îngrijire a sănătății. Cătunele strategice au fost repede infiltrate de gherile, iar țăranii nemulțumiți mutați din satele lor de baștină. În parte, acest lucru a fost posibil, deoarece colonelul Pham Ngoc Thao, un favorit al lui Diem, care a condus derularea programului, a fost, de fapt, un agent comunist care s-a folosit de catolicismul său pentru a obține posturi influente și a provoca, din interior, daune armatei Vietnamului de Sud. Guvernul a refuzat să întreprindă reforma agrară, care obliga agricultorii să plătească chirii mari câtorva latifundiari bogați. Corupția stăruia pentru executarea programului și intensifica opoziția.
La 23 iulie 1962, paisprezece țări, inclusiv Republica Populară Chineză, Vietnamul de Sud, Uniunea Sovietică, Vietnamul de Nord și Statele Unite ale Americii, au semnat un acord care promitea neutralitatea Laosului.

#### Criza budistă - tensiuni religioase dintre oficialitățile catolice și majoritatea budistă

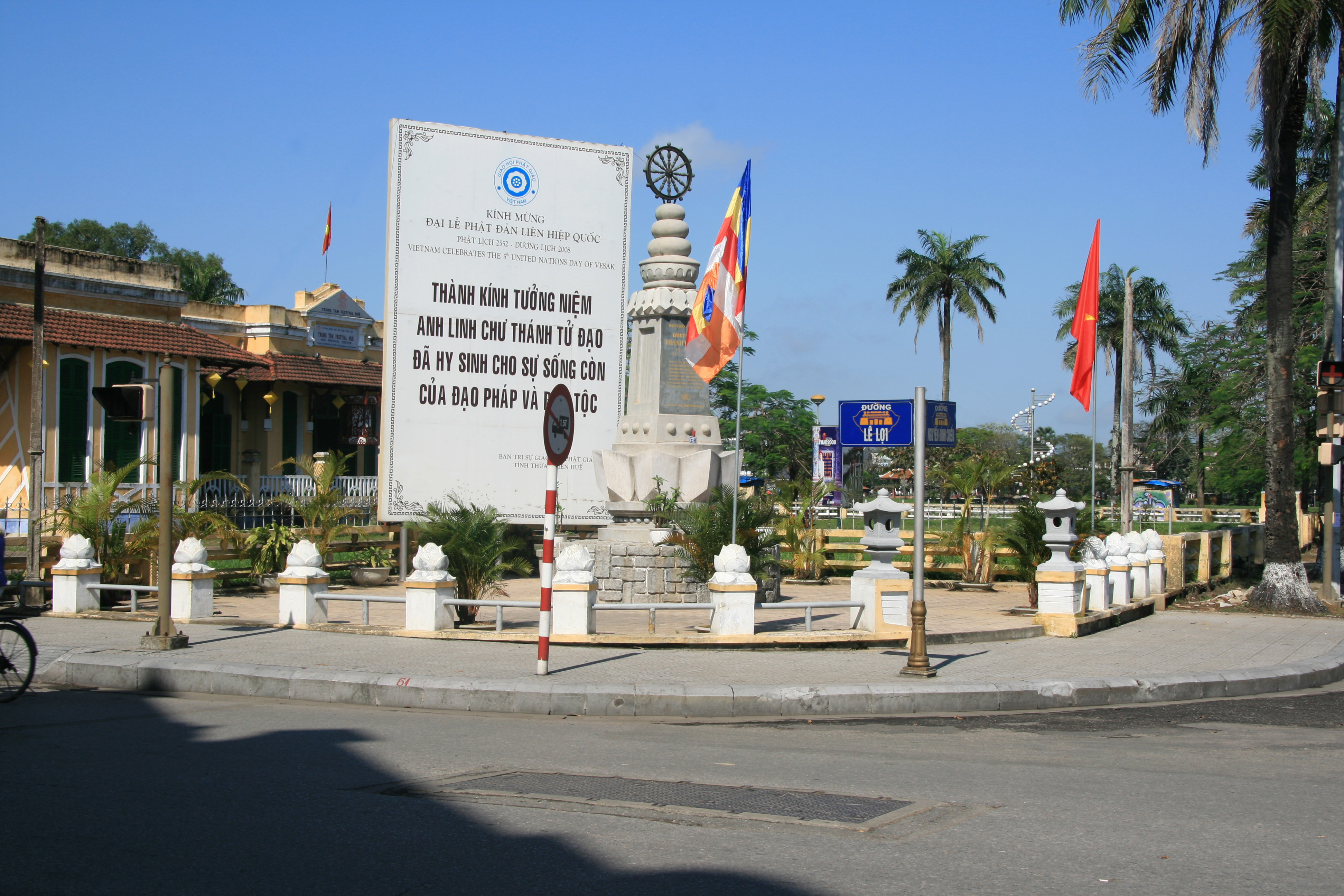
Monumentul ridicat victimelor împușcăturilor de la Hue Phat Đản cu steagul budist arborat în fața monumentului.

Incapacitatea armatei sud-vietnameze a fost exemplificată de acțiuni eșuate, cum a fost Bătălia de la Ap Bac, din 2 ianuarie 1963, în care un mic grup de Viet Cong au învins o forță sud-vietnameză mult mai mare și mai bine echipată, mulți dintre ofițeri păreau că ezită chiar să se angajeze în luptă. Forța sud-vietnameză a fost condusă în luptă de cel mai de încredere general al lui Diem, Van Huynh Cao, comandantul Corpului IV. Cao era catolic, care a fost promovat mai degrabă din cauza religiei și fidelității, decât datorită calificării, rolul său principal fiind acela de a păstra forțele sale pentru a împiedica o eventuală lovitură de stat. Unii factori de decizie de la Washington au început să tragă concluzia că Diem e incapabil să învingă comuniștii sau măcar să încheie un acord cu Ho Și Min. El părea preocupat doar de înlăturarea  loviturilor de stat și, după încercările de lovitură de stat din 1960 și 1962, a devenit și mai paranoic în acțiunile sale, pe care, parțial, le atribuia încurajărilor SUA. Cum remarca Robert F. Kennedy "Diem nu ar face chiar cele mai mici concesii. I-a fost greu să poarte o discuție cu ..." Nemulțumiți de politicile lui Diem, și după incidentele sângeroase din Hue Phat Đản, unde au fost uciși de armata și forțele de securitate ale lui Diem nouă civili budiști neînarmați care au protestat împotriva interdicției arborării steagului budist de ziua de naștere a lui Buddha. Drept urmare, budiștii au organizat proteste de masă împotriva politicilor discriminatorii care privilegiau Biserica Catolică și adepții săi. Au fost, de asemenea, raportate cazuri de pagode budiste demolate de paramilitari catolici. Diem a refuzat să facă orice concesii pentru majoritatea budistă sau să își asume responsabilitatea pentru decese.  La data de 21 august 1963, forțele speciale ale colonelului Le Quang Tung, loial fratelui mai mic al lui Diem, Ngo Dinh Nhu, au descins în pagodele din tot Vietnamul controlat de Diem, provocând pagube și distrugere pe scară largă, bilanțul morților ridicându-se la sute de persoane.

#### Înlăturarea și asasinarea luiNgo Dinh Diem

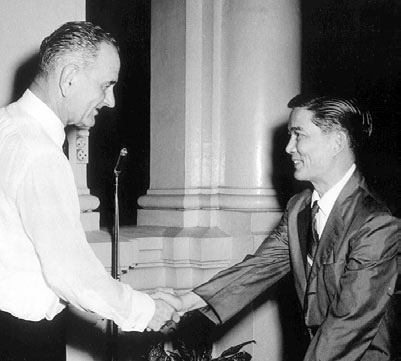
Ngô Đình Nhu (dreapta), fratele președintelui Ngô Đình Diệm, responsabil pentru planificarea raidurilor împotriva pagodelor

La mijlocul lui 1963 oficialii americani au început să discute posibilitatea schimbării regimului. Departamentul de Stat al Statelor Unite  a fost, în general, în favoarea încurajării unei lovituri de stat, în timp ce Departamentul Apărării îl favoriza pe Diem. Printre modificările propuse cea mai agreată a fost eliminarea fratelui mai mic al lui Diem, Nhu, care controla poliția secretă și forțele speciale, care era văzut ca omul din spatele represiunii asupra budiștilor și, mai mult decât atât, în general, arhitectul domniei familiei Ngo. Această propunere a fost transmisă prin telegraf Ambasadei SUA la Saigon. Agenția Centrală de Informații (CIA) a fost în contact cu generalii care planificau eliminarea lui Diem, dându-le asigurări că Statele Unite nu se vor opune unei astfel de îndepărtări, nici nu vor pedepsi  generalii autori ai loviturii de stat și nu vor sista ajutoarele pentru Vietnam. 

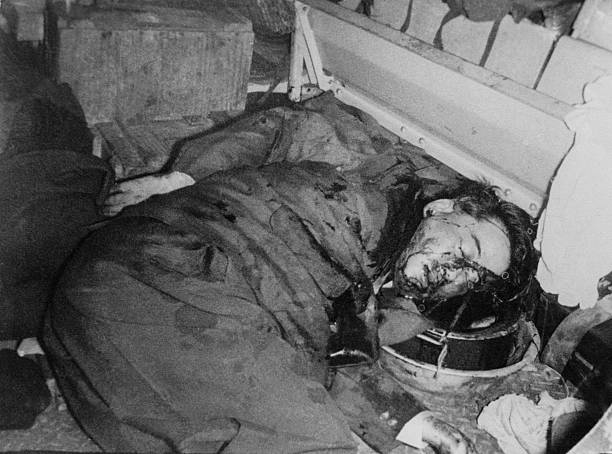
Ngo Dinh Diem fotografiat după uciderea sa, în lovitura de stat din 1963.

La 2 noiembrie 1963, printr-o lovitură de stat, președintele Diem a fost răsturnat și executat împreună cu fratele său. Maxwell Taylor își amintea că, atunci când a fost informat, Kennedy "a ieșit grăbit din cameră cu o privire de șoc și groază pe fața lui." El nu a aprobase uciderea lui Diem. Ambasadorul SUA în Vietnamul de Sud, Henry Cabot Lodge, a invitat liderii loviturii de stat la ambasadă și i-a felicitat. Ambasadorul Lodge l-a informat pe Kennedy că "acum există perspective pentru un război mai scurt".

#### Perioada după lovitura de stat
După lovitura de stat, a urmat haosul. Hanoiul a profitat de situație și a crescut sprijinul pentru luptătorii de gherilă. Vietnamul de Sud a intrat într-o perioadă de instabilitate politică extremă, guvernele militare erau răsturnate în succesiune rapidă. Din ce în ce mai mult, fiecare nou regim a fost privit ca o marionetă a americanilor, în opoziție cu regimul Diem, care, indiferent de eșecurile lui,  fusese acreditat ca un naționalist (cum  a reflectat, mai târziu, Robert McNamara). Consilierii militari americani s-au implicat la fiecare nivel al forțelor armatei sud-vietnameze. Ei au fost, totuși, aproape complet ignoranți cu privire la natura politică a insurgenței. Insurgența a fost o luptă pentru putere politică, în care angajamentele militare nu erau scopul principal. Administrația Kennedy a încercat să reorienteze eforturile SUA de pacificare și să "cucerească inimile și mințile" populației. Cu toate acestea, conducerea militară de la Washington a fost ostilă la ideea oricărui rol al consilierilor militari din SUA, altele decât cele de instruire a trupelor.  Generalul Paul Harkins, comandantul forțelor americane în Vietnamul de Sud, a prezis cu încredere victoria la Crăciunul anului 1963.  CIA a fost mai puțin optimistă, avertizând că "Viet Cong-ul, în mare parte, își menține controlul de facto asupra marii majorități din suprafața țării și a crescut în mod constant intensitatea totală a efortului".  Ofițeri paramilitari din CIA, Divizia  Activități speciale, au instruit și au condus membrii tribului Hmong în Laos și Vietnam pentru a sprijini forțele din sud. Forțele autohtone, numărând zeci de mii de oameni, conduși de ofițeri paramilitari, au efectuat misiuni directe împotriva forțelor comuniste Pathet Lao și suporterii lor nord-vietnamezi.  CIA a desfășurat, de asemenea, programul de contrainsurgență  Programul Phoenix și Comandamentul de participare la asistență militară.

## Escaladarea conflictului în perioada președinteluiLyndon B. Johnson, 1963-1969

#### Preluarea funcției de președinte de către Lyndon Johnson după asasinarea lui Kennedy

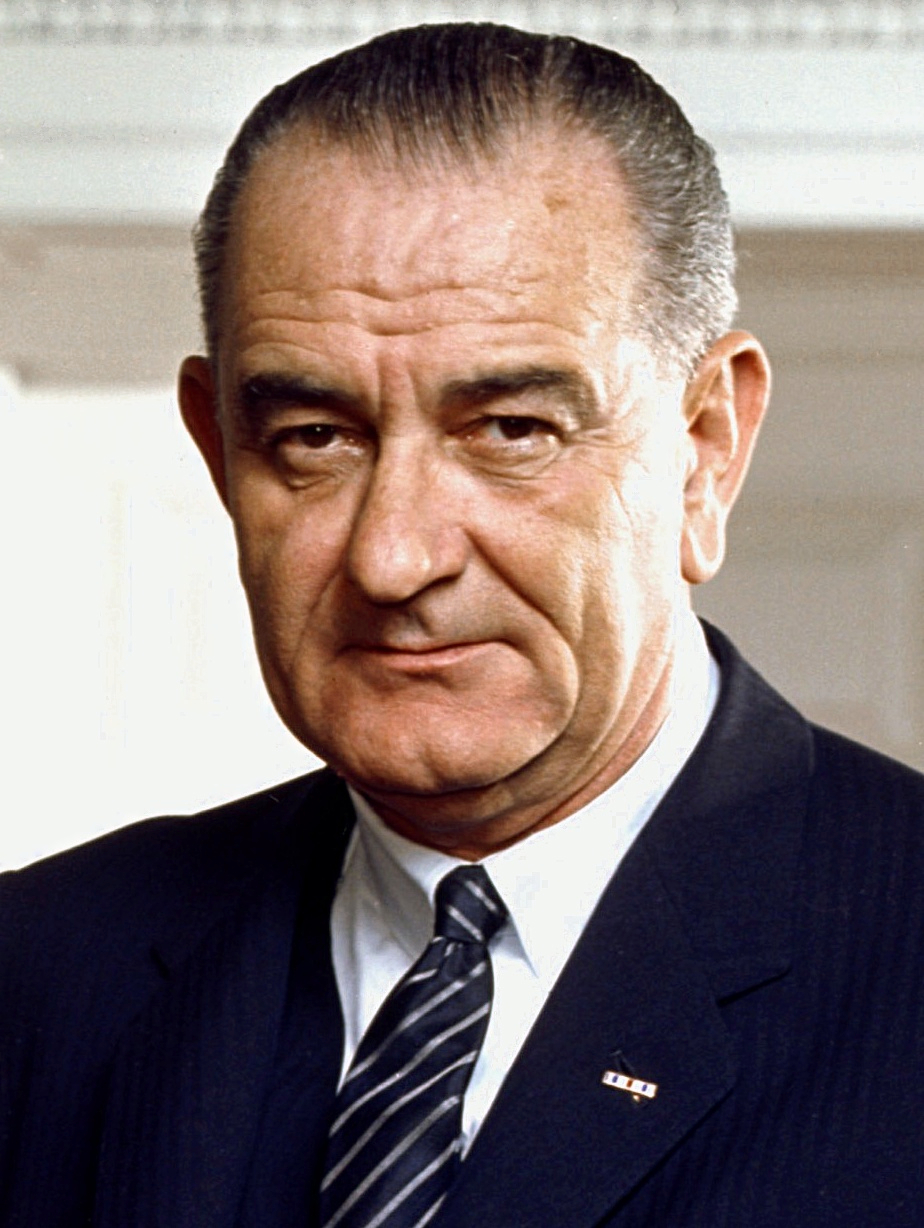
Lyndon Johnson

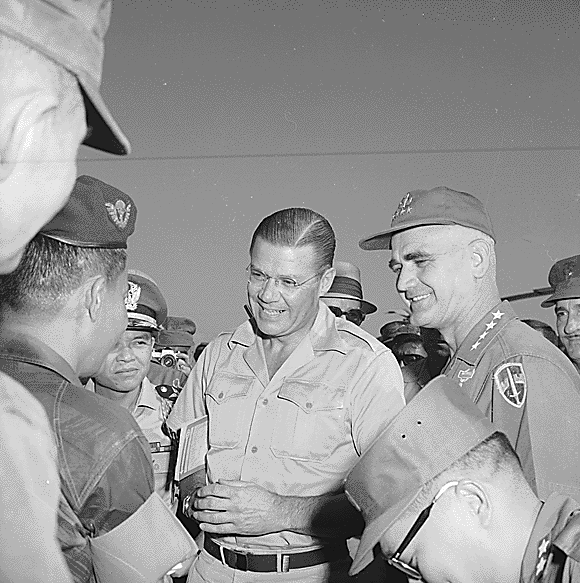
Ministrul apărării SUA Robert McNamara și generalul William Westmoreland discută cu generalul Tee (1965)

După ce, ca urmare a asasinării lui Kenedy la Dallas, Lyndon B. Johnson a preluat președinția, inițial, nu a considerat Vietnamul o prioritate, fiind preocupat mai mult de reformele sociale din cadrul programului "Marea Societate", inițiat de el, și de alte programe sociale progresiste.  Consilierul prezidențial Jack Valenti își reamintește că "Vietnamul în acea perioadă nu a fost nu mai mare decât o pasăre la orizont și abia am discutat problema Vietnamului, pentru că nu merita să discutăm." La 24 noiembrie 1963, în fața unui mic grup de ascultători, Johnson spunea, "în lupta împotriva comunismului trebuie intrat cu putere și determinare". Comentariul a fost rostit la un moment dat când situația din Vietnam fusese deteriorată, în special în locuri precum Delta Mekongului, din cauza loviturii de stat recente împotriva lui Diem.
La 25 aprilie 1964, generalul  William C. Westmoreland a preluat comanda trupelor americane din Vietnam. La 8 martie, ministrul Apărării SUA, Robert McNamara, a făcut o vizită în Vietnamul de Sud și a declarat: "rămânem cât este necesar. Acordăm orice ajutor ca să câștigăm această luptă împotriva insurgenților comuniști". La începutul anilor 60, McNamara era optimist privind defășurarea campaniei militare din Vietnam și sprijinea eforturile americane, dar, în anul 1966, văzând rezistența crescândă a comuniștilor și situația politică tot mai haotică în Vietnamul de Sud, a început să urgenteze încheierea cât mai rapidă a conflictului. Cu această părere a rămas în minoritate, în guvernul Johnson, apoi, în 1968, a părăsit definitiv Pentagonul

#### Motivul escaladării conflictului - Incidentul din golful Tonkin

Schița incidentului din Golful Tonkin

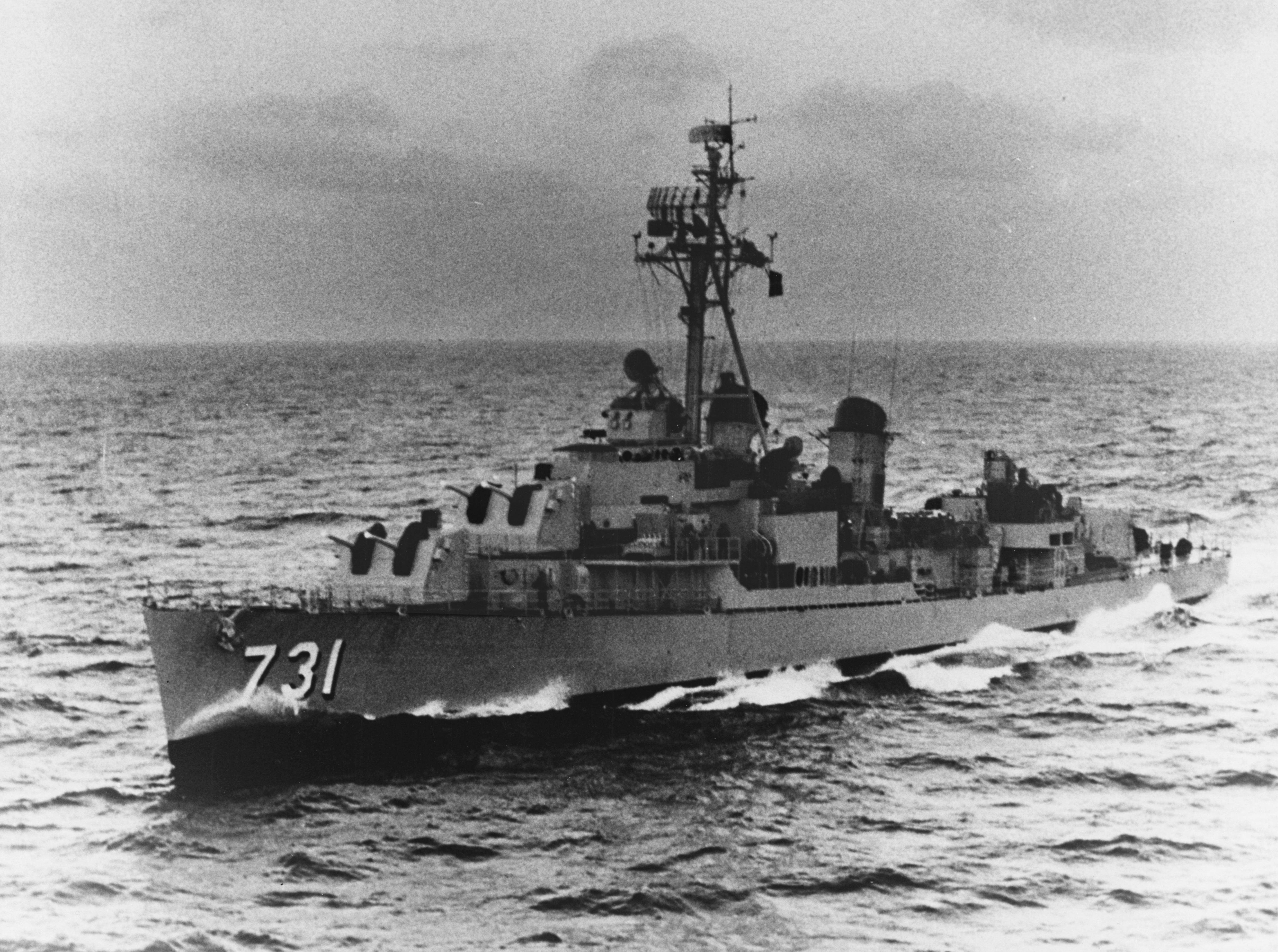
Distrugătorul american USS Maddox

La 2 august 1964, distrugătorul american USS Maddox, aflat într-o misiune de recunoaștere de-a lungul coastei de nord a Vietnamului, a fost atacat și avariat de mai multe torpiloare care îl urmăreau în Golful Tonkin Un al doilea atac a fost raportat două zile mai târziu asupra distrugătorului USS Turner Joy în aceeași zonă. Circumstanțele atacului erau neclare.  
Reacționând la presupusul atac, la 5 august 1964, Congresul SUA a adoptat așa-numita Rezoluție asupra Golfului Tonkin, semnată de președintele Johnson, care i-a dat putere președintelui să ordone desfășurarea operațiunilor militare în Asia de Sud, fără a declara război.  În urma rezoluției, Johnson a ordonat imediat bombardarea facilităților industriale și militare din Vietnamul de Nord. Un document declasificat din 2005 a arătat că nu a existat nici un atac la 4 august.  Ea a fost planificată cu mult timp înaintea "incidentului din Golful Tonkin", scrie Louise Gerdes, "este un exemplu des citat despre modul în care Johnson a indus în eroare poporul american pentru a obține sprijinul său pentru politica sa externă în Vietnam."  Cu toate acestea, George C. Hering susține, că McNamara și Pentagonul "nu au mințit cu bună știință cu privire la presupusele atacuri, dar au fost, în mod evident, într-o stare de spirit de răzbunare și par să fi selectat din probele aflate la dispoziția lor acele părți care confirmau ceea ce au vrut să creadă."

#### Bombardarea Vietnamului de Nord

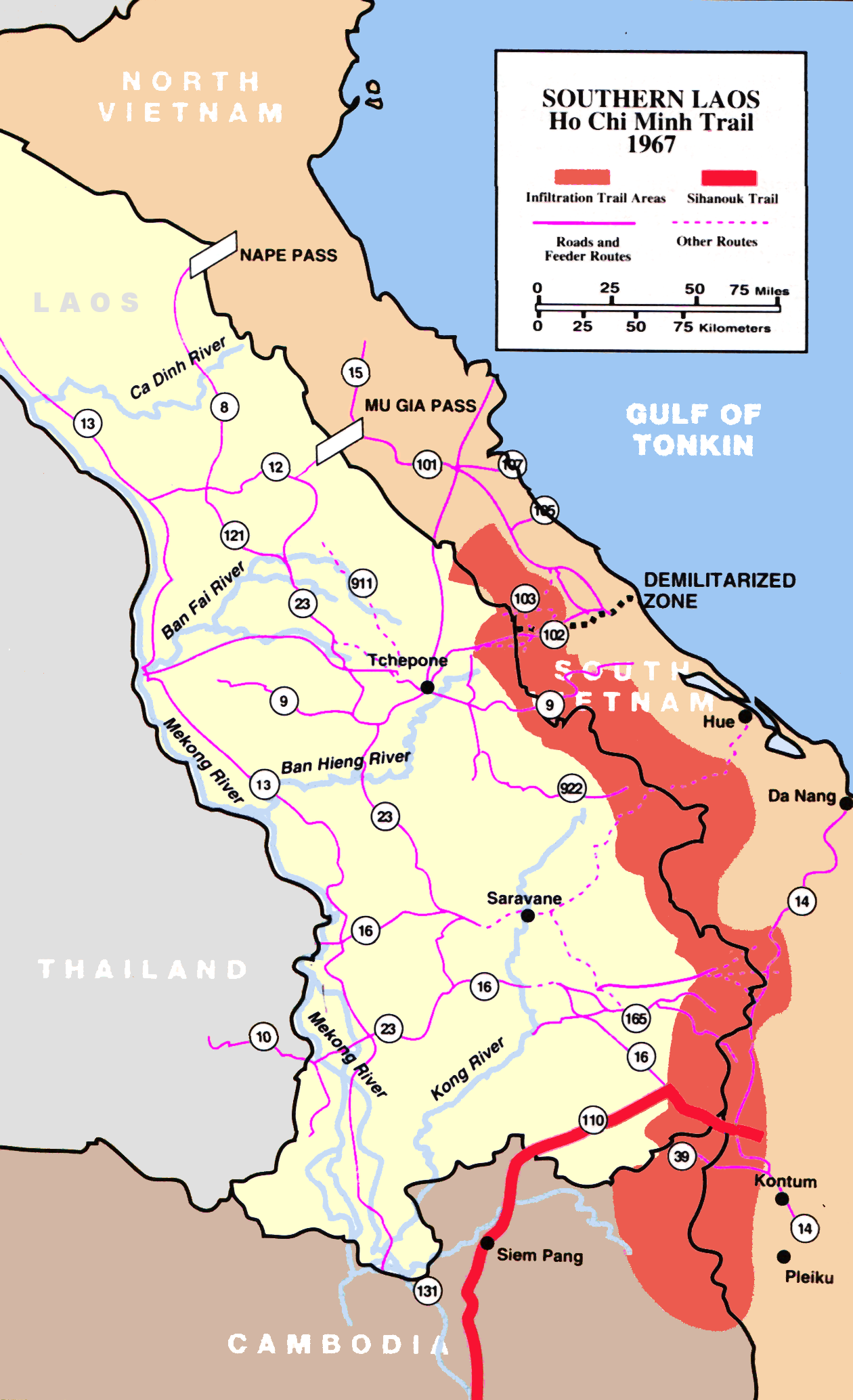
Cărarea "Ho Și Min" prin Laos, 1967

Consiliul Național de Securitate a recomandat o escaladare în trei etape a bombardamentelor din Vietnamul de Nord.  La 2 martie 1965, în urma unui atac asupra unei barăci a infanteriei marine americane la Pleiku, s-a ordonat începerea operațiunii Flaming Dart, care a fost urmat, apoi, de Operațiunea Rolling Thunder și Operațiunea Arc Light. Campania de bombardare, care, în cele din urmă, a durat trei ani, a fost destinată forțării Vietnamului de Nord să sisteze sprijinul său pentru Frontul Național de Eliberare al Vietnamului de Sud (NLF), sub amenințarea distrugerii apărării aeriene  și a infrastructurii industriale a Vietnamului de Nord.  Între martie 1965 și noiembrie 1968, prin operațiunea "Rolling Thunder", s-a aruncat asupra Vietnamului de Nord un milion de tone de rachete și bombe. Bombardamentele nu au fost limitate la Vietnamul de Nord, ci se bombarda și Laosul și Cambodgia în zona unde era cărarea Ho Și Min, ruta de aprovizionare din Nord a Viet Cong-ului.  Obiectivul era de a forța Vietnamul de Nord să înceteze sprijinul pentru NLF, scop care nu a fost niciodată atins. Așa după cum a remarcat un ofițer, "acesta este un război politic și solicită uciderea discriminatorie. Cea mai bună armă ar fi un cuțit. Cea mai rea este un avion"

#### Escaladarea și luptele terestre
"De la un efectiv de aproximativ 5.000 de persoane la începutul anului 1959, la sfârșitul anului 1964 efectivul Viet Cong-ului a crescut la aproximativ 100.000. Între 1961 și 1964 Efectivul  Armatei a crescut de la aproximativ 850.000 la aproape un milion de oameni."  Numărul  trupelor americane dislocate în Vietnam, în aceeași perioadă, în 1961, a fost de 2.000 de persoane, crescând rapid la 16500 în 1964.
În alegerile prezidențiale din noiembrie 1964 președintele Johnson l-a învins la diferență mare pe republicanul Barry Goldwater. Goldwater reprezenta un punct de vedere extremist și era de părere că merită luată în considerare folosirea armelor nucleare în Vietnam. Johnson se opunea vehement lui Goldwater, numindu-l iresponsabil. Într-un discurs al său spunea: "nu există armă nucleară convențională."

#### Asediul bazei militare Khe Sanh

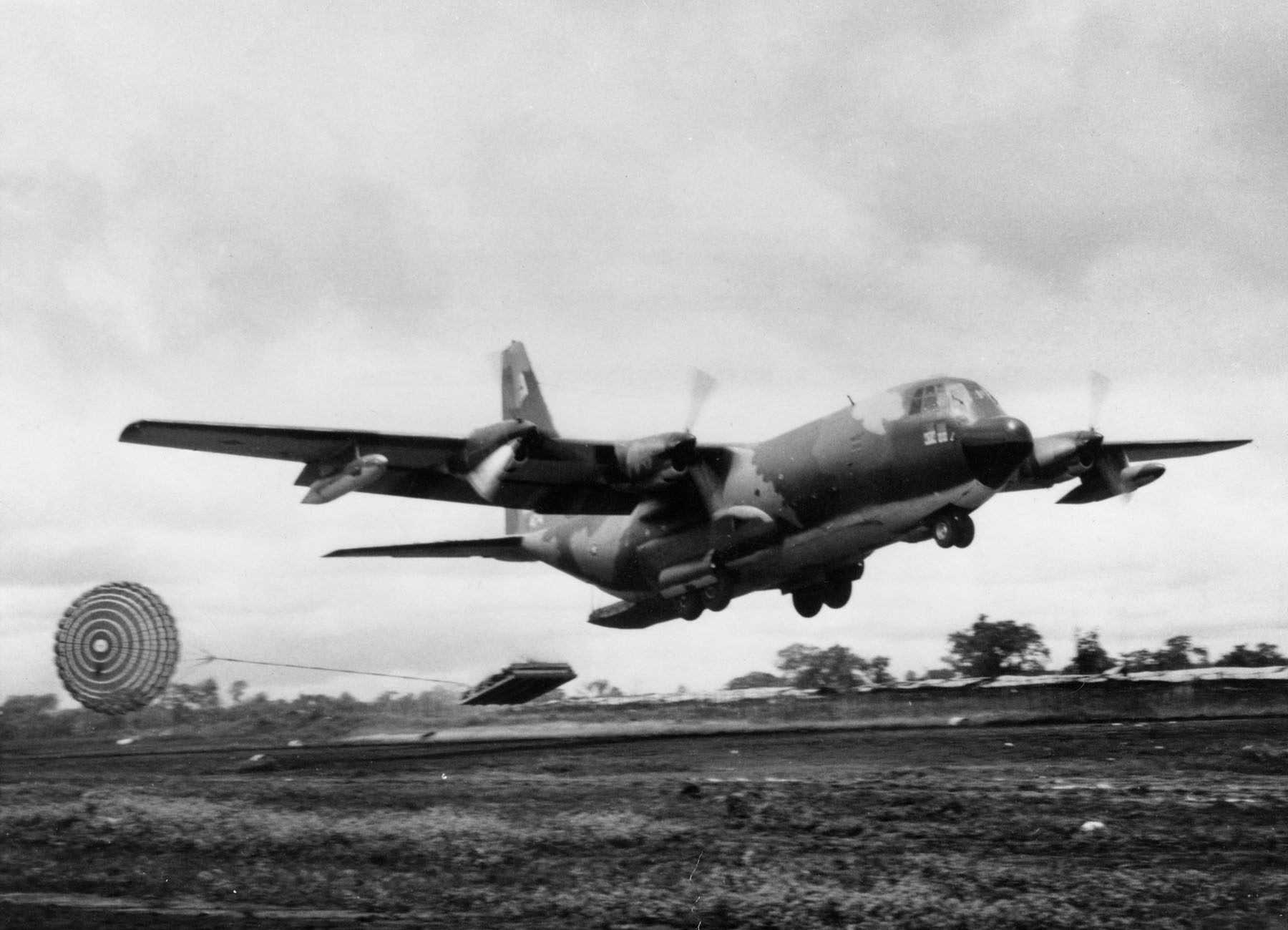
Un C-130 Hércules, aruncă provizii militarilor din Khe Sanh.

La 21 ianuarie 1968 Armata Vietnamului de Nord cu un efectiv de 20.000 militari a atacat baza militară de importanță strategică de la Khe Sanh, aflată în nord, în imediata apropiere a zonei demilitarizate. Media din SUA a început să discute despre acest asediu ca despre Lupta de la  Dien Bien Phu, unde trupele vietnameze au învins decisiv trupele franceze. Președintele Johnson a luat personal măsuri, întărind baza cu 5000 militari din infanteria marină a SUA. Asediul a durat 77 de zile încheindu-se cu retragerea trupelor vietnameze. În luna iunie, generalul William Westmoreland a decis că nu mai este nevoie de baza de la Khe Sanh și a dispus golirea și distrugerea acesteia.

#### Ofensiva Tết și deziluzia populației din SUA

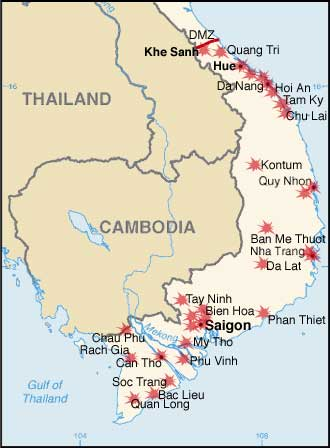
Ofensiva Tết – punctele principale de atac al armatei Vietnamului de Nord.

La 30 ianuarie 1968, în timpul celei mai importante sărbători vietnameze, Armata Vietnamului de Nord, sprijinită de Frontul Național de Eliberare, a început ofensiva Tet în cadrul căreia a atacat surprinzător toate orașele mai mari din Vietnamul de Sud.  Cu toate că nu au reușit să-și atingă obiectivul - de a provoca o revoltă generală pe tot cuprinsul Vietnamului de Sud, prin amplitudinea atacului a convins mulți americani că pentru victorie nu există nicio speranță.  În SUA sprijinul pentru război a atins recorduri negative, cu toate că, în mod interesant, Ofensiva Tet a avut efect pozitiv asupra moralului trupelor americane. Dacă până atunci erau obligați să lupte împotriva gherilelor care erau îmbrăcate în haine civile și se amestecau între civili, de data aceasta aveau de a face cu un inamic vizibil, în uniformă.

#### Masacrul de la Mỹ Lai

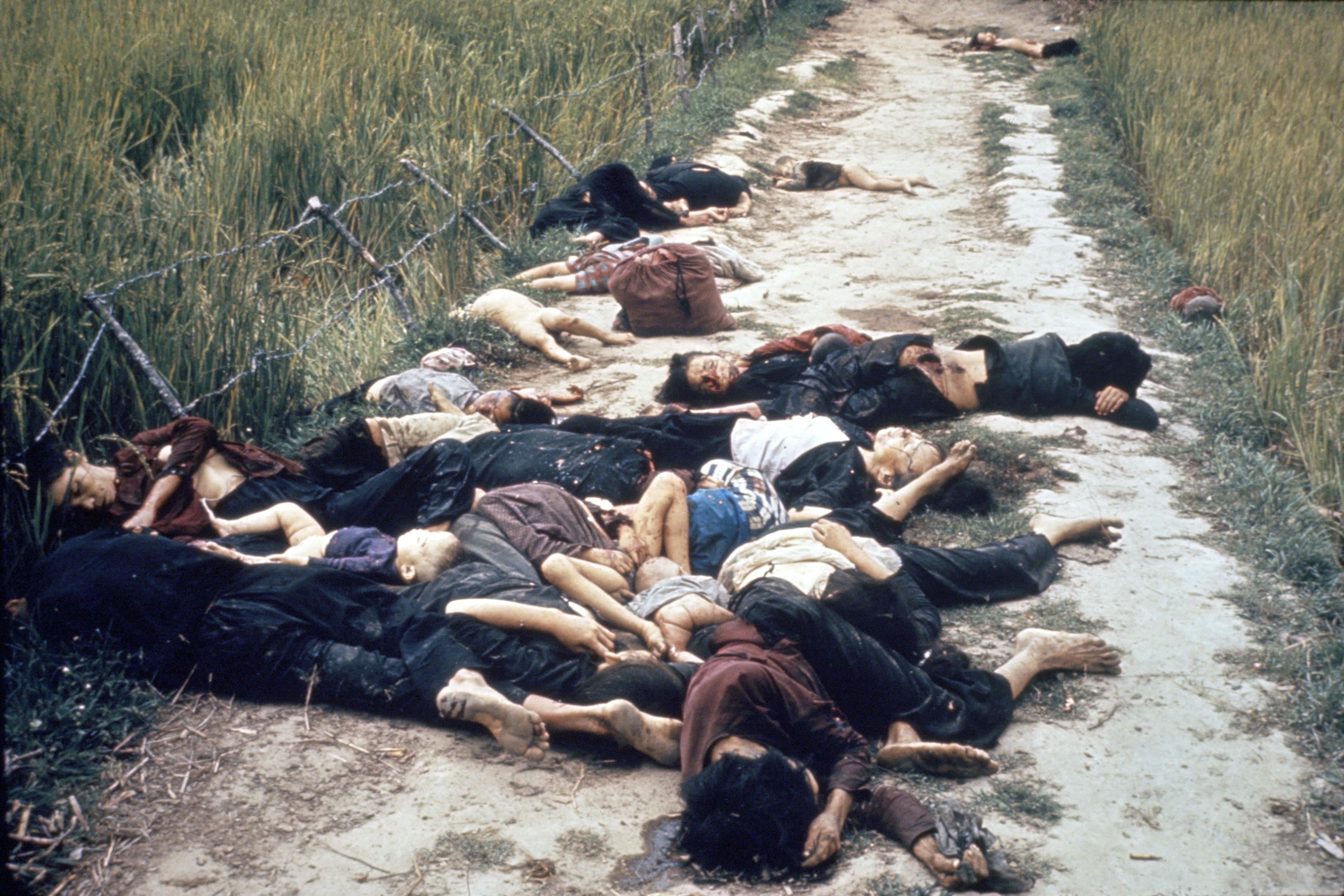
Victime ale masacrului

Masacrul de la Mỹ Lai a avut loc la 16 martie 1968, când un pluton de militarii americani, în satul Mỹ Lai, a măcelărit 500 civili, în mare majoritate bebeluși, copii, femei și bătrâni. În urma acestui masacru, au fost arestați nouă soldați din forțele speciale, suspectându-se că acțiunea fost opera unui agent dublu. Această faptă a provocat consternare națională și internațională. Doar comandantul plutonului,lt. William Calley, a fost găsit vinovat, primind închisoare pe viață, dar a fost închis doar trei ani și jumătate.

#### Mediatizarea conflictului și intensificarea protestelor
Comparând imaginile văzute la televiziune cu cele declarate de guvernul american despre faptul că "deja se vede lumina la capătul tunelului", mulți americani au început să aibă senzația că au fost păcăliți de guvern. În același timp, și guvernul american începea să fie tot mai divizat în ceea ce privea implicarea SUA în război. Fotografia lui Nick Ut, "fetița napalm" en:Phan Thị Kim Phúc, de nouă ani, care a fost victima unui bombardament cu napalm a scandalizat opinia publică din întreaga lume.   La 15 aprilie, la New York, în jur de 200 000 de persoane au demonstrat împotriva războiului. În 1966 boxerul Cassius Clay (Mohamed Ali) a refuzat să se înroleze în armată.
Intelectualitatea și artiștii americani, printre care Ayn Rand, Jerry Rubin, Phil Ochs, Jane Fonda, Joan Baez, Norma Becker, Maggie Kuhn, Norman Mailer, Paul Goodman, Will D. Campbell, Martin Luther King, Tom Paxton, Black Panther Party, Howard Zinn, Noam Chomsky, Bob Dylan, Daniel Ellsberg, John Lennon au adoptat poziție împotriva intervenției militare americane în Vietnam. Leonard Bernstein a compus un oratoriu împotriva războiului.

## Perioada Nixon - Vietnamizarea, 1969-1972

#### Doctrina Nixon și moartea lui Ho Și Min

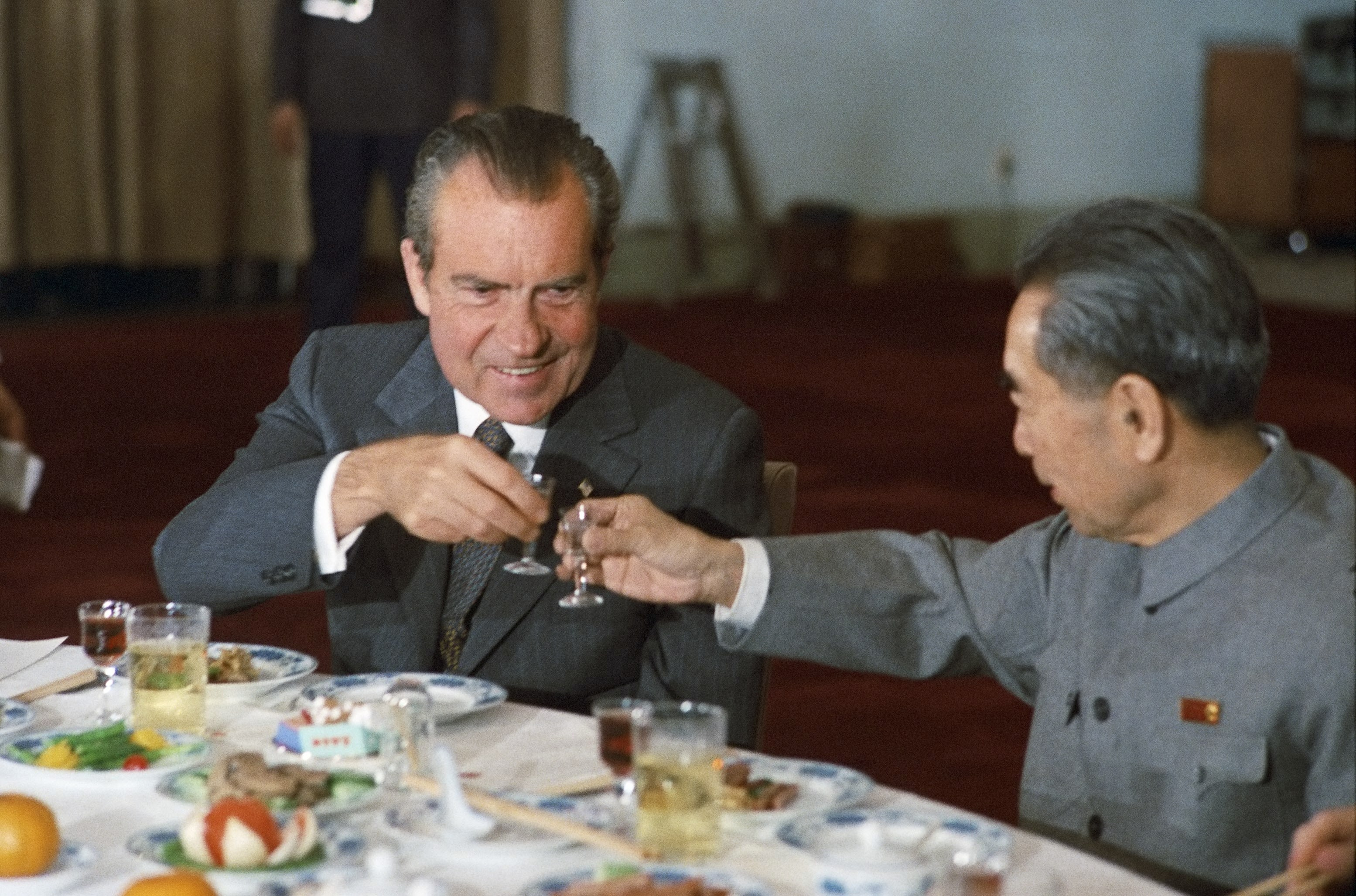
Nixon și premierul chinez Zhou Enlai în timpul vizitei lui Nixon în China, 1972

După ocuparea funcției de președinte, Richard Nixon a hotărât retragerea lentă a trupelor americane din Vietnam. Pierderile comuniste mari în timpul ofensivei Tet oferea șanse reale președintelui american să înceapă retragerea trupelor. Planul său s-a numit Doctrina Nixon. Planul era axat pe ideea întăririi armatei sud-vietnameze, astfel încât aceasta să poată prelua, în final, apărarea Vietnamului de Sud. Politica lui Nixon a devenit cunoscută sub numele de "vietnamizare". Vietnamizarea avea multe în comun cu politicile administrației Kennedy. Cu toate acestea, a rămas o diferență importantă. În timp ce Kennedy a insistat ca Vietnamul de Sud să poarte singur războiul, el a încercat să limiteze anvergura conflictului. Nixon declara: "În seara aceasta vă anunț planul de retragere suplimentară a încă 150.000 de soldați americani, care urmează să fie finalizată în primăvara anului viitor”. Acest lucru va aduce o reducere totală de 265.500 oameni în forțele noastre armate din Vietnam, sub nivelul care a existat atunci când am preluat funcția mea cu 15 luni în urmă." În final, sub mandatul lui Nixon, nord-americanii au avut pierderi mai mari decât în timpul lui Johnson. La 10 octombrie 1969, Nixon a ordonat unei escadrile de 18 avioane de bombardament B-52 (operațiune numită Operation Giant Lance) încărcate cu arme nucleare să zboare la granița spațiului aerian sovietic pentru a convinge Uniunea Sovietică că este capabil de orice pentru a pune capăt războiului din Vietnam. Nixon a urmărit, de asemenea, forțarea unor negocieri. Comandantul teatrului de luptă, generalul Creighton Abrams a schimbat tactica, inițiind operațiuni mai mici, care vizau logistica comunistă, cu o mai bună utilizare a puterii de foc și cu mai multă cooperare cu Armata Vietnamului de Sud. Nixon, de asemenea, a început o politică de destindere cu Uniunea Sovietică și de apropiere față de Republica Populară Chineză. Această politică a contribuit la scăderea globală a tensiunii. Destinderea a dus la o reducere a armelor nucleare din partea ambelor superputeri. Dar Nixon a fost dezamăgit de faptul că Republica Populară Chineză și Uniunea Sovietică au continuat să furnizeze ajutor Vietnamului de Nord.
La 2 septembrie 1969, Ho Și Min, președintele Vietnamului de Nord, a murit, datorită unui infarct miocardic, la vârsta de 79 de ani, în funcție urmându-i Lê Duẩn.

#### Bombardarea secretă a Laosului și Cambodgiei
Prințul Norodom Sihanouk, în 1955, a proclamat Cambodgia neutră , dar comuniștii au folosit solul cambodgian ca bază de aprovizionare și Sihanouk a tolerat prezența lor, pentru că el dorea să evite atragerea într-un conflict regional mai larg. Cu toate acestea, sub presiunea Washingtonului, în 1969, el a renunțat la această politică. Drept urmare, comuniștii din Vietnam nu au mai fost bineveniți. Președintele Nixon s-a folosit de ocazie pentru a lansa o masivă campanie de bombardamente secrete, numită Operation Menu, împotriva locurilor folosite de comuniști de-a lungul frontierei Cambodgiei cu Vietnamul.
Acest lucru a încălcat o serie lungă de declarații ale Washingtonului, care susțineau neutralitatea Cambodgiei. Richard Nixon i-a scris prințului Sihanouk, în aprilie 1969, asigurându-l că Statele Unite respectă "suveranitatea, neutralitatea și integritatea teritorială a Regatului Cambodgia ..."  În 1970, prințul Sihanouk a fost detronat de către prim-ministrul său pro-american, Lon Nol. Vietnamul de Nord a invadat Cambodgia, în 1970, la cererea liderului Khmerilor Roșii, Nuon Chea., forțele americane și ARVN au lansat o incursiune în Cambodgia pentru a ataca bazele APV / NLF  și ca să încheie  încercuirea Phnom Penh-ului de comuniști.

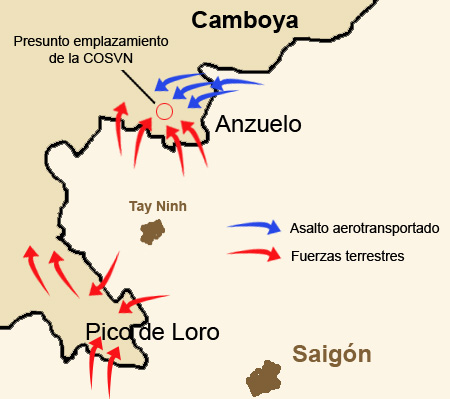
Invazia Cambogiei – 1970. Harta arată direcțiile atacurilor combinate

În februarie 1971 ARVN a lansat operațiunea Operation Lam Son 719 , care viza tăierea potecii Ho Și Min în Laos.   Aparent neutrul Laos a fost mult timp scena unui război secret. După întâlnirea cu rezistența, forțele ARVN s-au retras în debandadă, de-a lungul drumurilor pline cu morții lor. Atunci când li s-a terminat combustibilul, soldații au abandonat vehiculele lor și au încercat să se urce în elicopterele americane trimise pentru a evacua răniții. Mulți soldați ARVN s-au agățat de elicoptere în încercarea disperată de a se salva. Avioanele SUA au fost nevoite să distrugă echipamentul militar abandonat, inclusiv tancuri, pentru preveni căderea lor în mâinile inamicului. Jumătate din trupele invadatoare ARVN au fost fie capturate, fie ucise. Operațiunea a fost un fiasco și a reprezentat un eșec clar al  vietnamizării.
Karnow nota că "gafele au fost monumentale ... ofițerii sud-vietnamezi din funcțiile mari au fost instruiți de americani timp de zece sau cincisprezece ani, mulți la școlile de formare profesională în Statele Unite, dar au învățat puțin." 
În 1971, Australia și Noua Zeelandă și-au retras soldații. Numărul trupelor americane a fost, în continuare, redus la 196.700, cu un termen limită pentru a retrage încă 45.000 de militari până în februarie 1972. Cum protestele împotriva războiului s-au răspândit pe întregul teritoriu al Statelor Unite, deziluziile și indisciplina au crescut în rândurile militarilor.

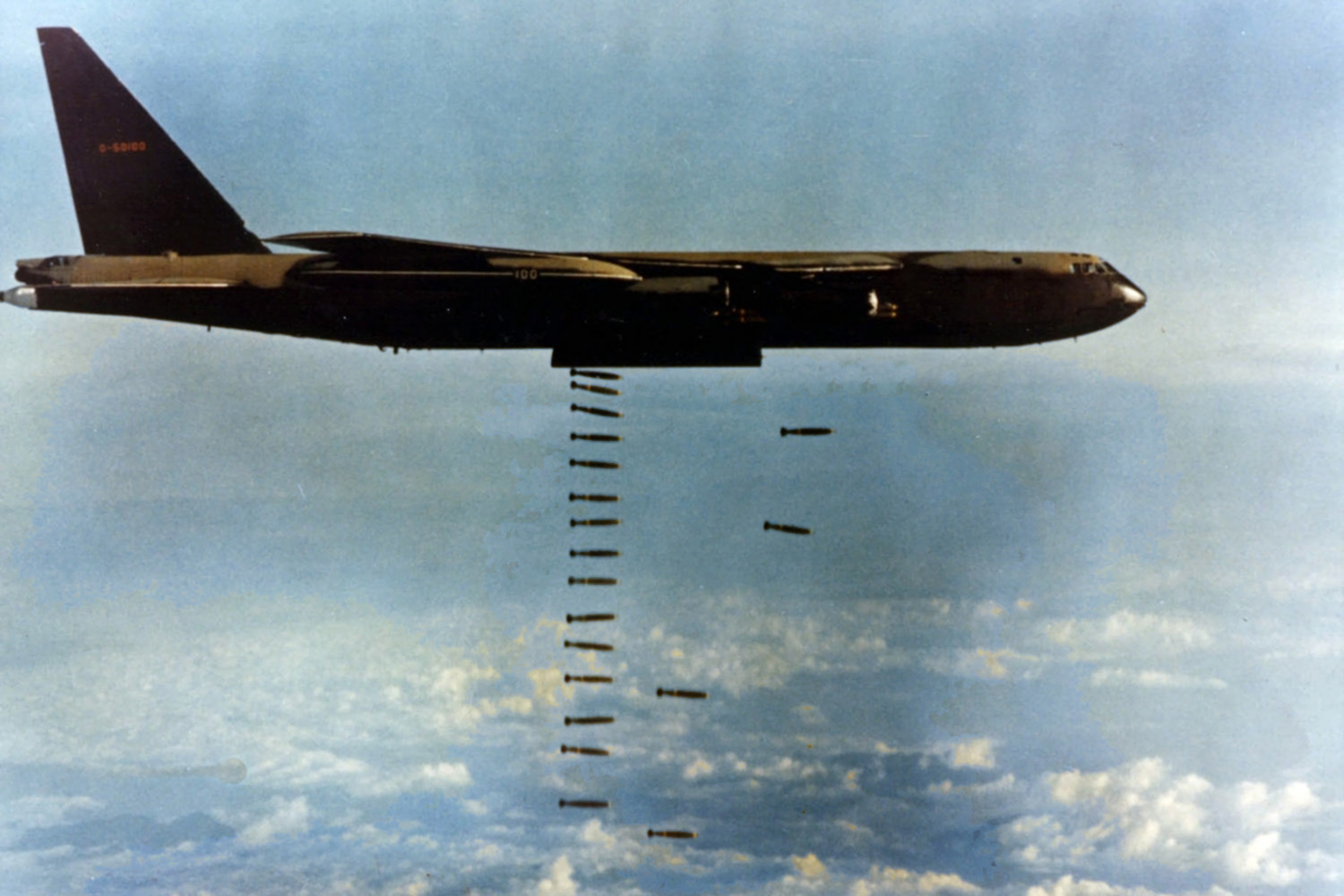
Operațiunea aviatică "Linebacker"

Vietnamizarea a fost din nou testată de Ofensiva de Paști din 1972, o invazie masivă convențională a Vietnamului de Sud. VPA și NLF au invadat rapid provinciile nordice și, în coordonare cu alte forțe, au atacat din Cambodgia, amenințând să taie țara în două. În pofida acestei ofensive comuniste, retragerile de trupe americane au continuat, doar forțele aeriene americane rămânând să salveze situația prin Operația Linebacker, ofensiva fiind, astfel, oprită. Cu toate acestea, a devenit clar că, fără Forțele Aeriene Americane, Vietnamul de Sud nu ar putea supraviețui. Ultimele trupe terestre americane au fost retrase în luna august.

## Demisia lui Nixon. Gerald Ford. Retragerea americanilor, 1973-1975
În ultimii ani de "vietnamizare", Statele Unite au început să reducă drastic sprijinul trupelor din Vietnamul de Sud. Multe trupe americane au fost scoase din regiune și, la 5 martie 1971, în Statele Unite ale Americii a revenit Grupul al V-lea al Forțelor Speciale, care a fost prima unitate americană trimisă în Vietnamul de Sud.  În conformitate cu Acordurile de Pace de la Paris, între ministrul de externe nord-vietnamez Le Duc Tho, și secretarul de stat american al SUA, Henry Kissinger, și semnat - fără tragere de inimă - și de președintele sud-vietnamez, Thiệu, forțele militare americane s-au retras din Vietnamul de Sud și s-a făcut schimb de prizonieri. Vietnamului de Nord i s-a permis să continue furnizarea de materiale trupelor comuniste din Vietnamul de Sud, dar numai în măsura în care se înlocuiau materialele care au fost consumate. Mai târziu, în acel an, s-a acordat Premiul Nobel pentru Pace lui Kissinger și Le Duc Tho, dar negociatorul vietnamez a refuzat, spunând că o pace adevărată nu există încă. În alegerile prezidențiale din SUA (noiembrie 1972), McGovern a pierdut în 49 din cele 50 de state, contracandidatul său, Richard Nixon, fiind reales președinte al SUA.  La 15 martie 1973, președintele SUA Richard Nixon a sugerat că Statele Unite ar interveni militar dacă partea comunistă ar încălca acordul de încetare a focului. Reacția publicului și a Congresului a fost nefavorabilă și, în luna aprilie, Nixon l-a numit pe Martin Graham  ca ambasador al SUA în Vietnam. Secretarul apărării, James R. Schlesinger, a declarat că ar recomanda reluarea  bombardamentelor americane asupra Vietnamului de Nord în cazul în care acesta ar lansa o ofensivă majoră împotriva Vietnamului de Sud. La 4 iunie 1973, Senatul SUA a adoptat Amendamentul Case-Church care interzicea o astfel de intervenție.  Șocul prețului petrolului din octombrie 1973 a provocat daune semnificative economiei Vietnamului de Sud. Vietcong-ul a reluat operațiunile ofensive atunci când a început sezonul uscat și, în ianuarie 1974, a recucerit teritoriul pierdut în timpul sezonului uscat precedent.  După două confruntări, care au lăsat 55 de soldați sud-vietnamezi morți, președintele Thiệu a anunțat, la 4 ianuarie, că  s-a reluat războiul și că Acordul de Pace de la Paris nu mai era în vigoare. Au fost peste 25.000 de pierderi de partea sud-vietnameză în timpul perioadei de încetare a focului. 

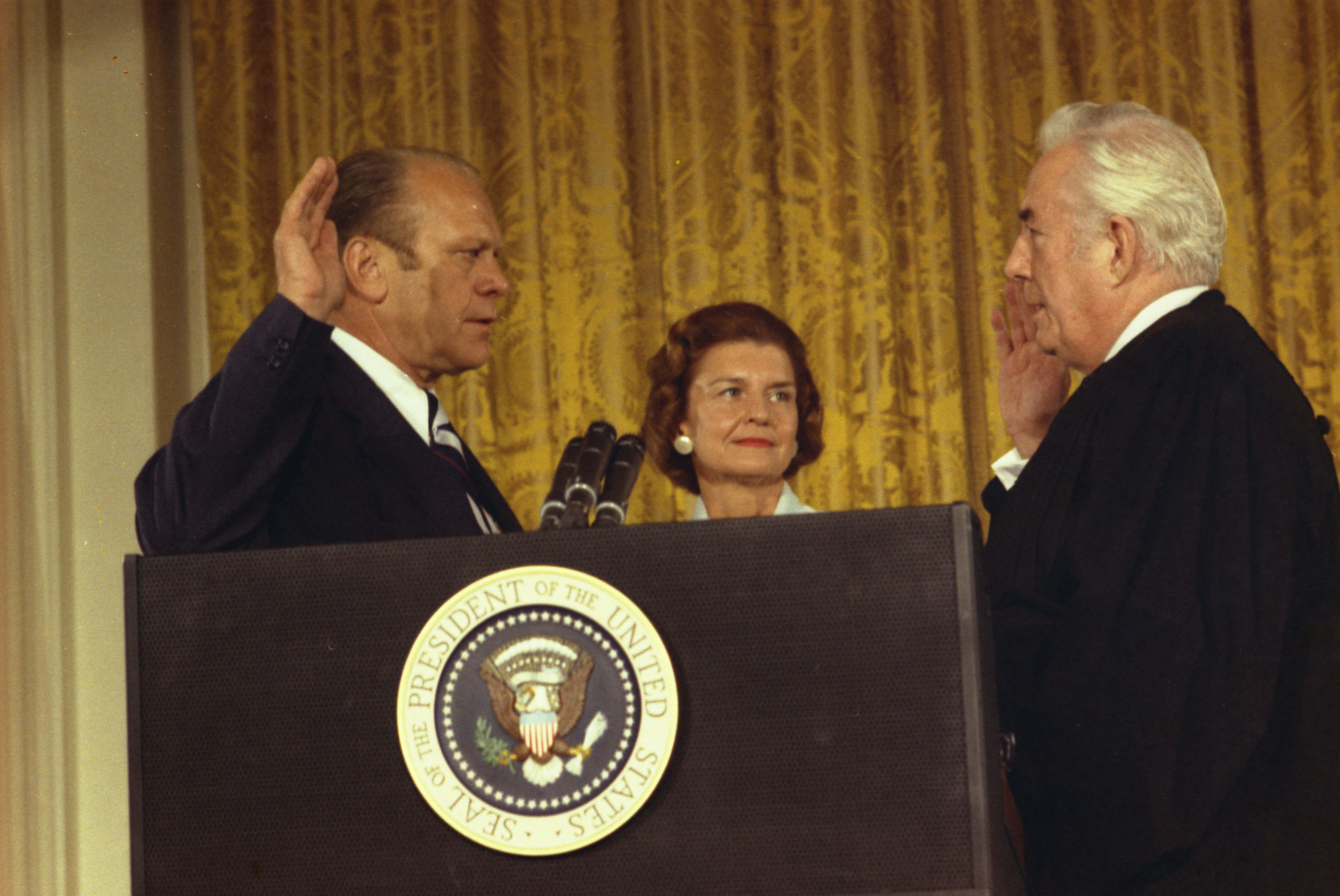
Gerald Ford depune jurământul

La 9 august 1974, după ce președintele Nixon a demisionat din cauza  scandalului Watergate, Gerald Ford a preluat funcția de președinte al SUA.  Congresul a tăiat ajutorul financiar pentru Vietnamul de Sud de la 1 miliard dolari pe an la 700 milioane dolari. Alegerile legislative din SUA (1974) au adus la putere un nou congres dominat de democrați, care au fost chiar mai determinați să se confrunte cu președintele în privința războiului. Congresul a votat imediat restricții privind finanțarea și activitățile militare, urmând ca acestea să fie eliminate treptat în 1975, și oprite total în 1976. Succesul ofensivei din sezonul uscat din anii 1973-1974 l-a inspirat pe Tra să revină la Hanoi, în octombrie 1974, și să pledeze pentru o ofensivă mai mare în următorul sezon uscat.  De data aceasta, Tra putea călători pe șosele bune cu stații de carburanți, o schimbare mare față de zilele când aprovizionările se făceau cu mari pericole pe cărarea Ho Și Min din munți. Giap, ministrul apărării nord-vietnamez, a fost reticent în a aproba planul lui Tra. O ofensivă mai mare putea provoca o reacție din partea SUA și să interfereze marele plan pentru 1976. Tra a apelat peste capul lui Giap la primul secretar Le Duan, care a aprobat operațiunea. La începutul anului 1975, Vietnamul de Sud avea de trei ori mai multă artilerie și de două ori mai multe tancuri și mașini blindate ca opoziția. Ei au avut, de asemenea, 1400 de avioane și o superioritate numerică de doi la unu în trupe față de dușmanii lor comuniști. Cu toate acestea, creșterea prețurilor la petrol a însemnat că o mare parte din acestea nu se puteau folosi. Ei s-au confruntat cu Vietnamul de Nord foarte bine organizat, extrem de determinat și bine finanțat. O mare parte a materialului Vietnamului de Nord și sprijinul financiar a venit din blocul comunist. În Vietnamul de Sud haosul era în creștere. Abandonarea lui de către armata americană a compromis o economie dependentă de SUA, sprijinul financiar și prezența unui număr mare de trupe americane. Vietnamul de Sud suferea de recesiunea globală care a urmat  embargoului arab de petrol.

#### Campania 275
La 10 martie 1975, generalul Dung  a lansat Campania de 275, o ofensivă limitată în Platoul Central, susținut de tancuri și artilerie grea. Ținta a fost Buôn Ma Thuột, în provincia Đắk Lak. În cazul în care orașul ar putea fi ocupat, capitala provinciei Pleiku și drumul spre coastă ar fi fost expus unei campanii planificate în 1976. ARVN s-a dovedit incapabil de a rezista atacului și forțele sale s-au prăbușit la 11 martie. Încă o dată, Hanoi a fost surprins de viteza și succesul atacului. Dung a cerut acum Biroului Politic să-i permită să ocupe Pleiku, apoi, să pornească imediat spre Kon Tum. El a susținut că, cu două luni de vreme bună rămasă până la debutul  musonului, ar fi iresponsabil să nu profite de situație.  Președintele Nguyen Van Thiệu, un fost general, se temea că forțele sale vor fi tăiate în partea de nord și a ordonat retragerea. Dar ceea ce părea a fi o repetare a Operației Lam Son 719, retragerea s-a transformat în curând într-o debandadă sângeroasă. În timp ce cea mai mare parte a forțelor ARVN a încercat să fugă, unități izolate s-au luptat cu disperare. Generalul ARVN  Phu a abandonat Pleiku și Kon Tum și s-a retras spre coastă, ceea ce a devenit cunoscut mai târziu sub numele de "coloana de lacrimi". Cum ARVN a încercat să se îndepărteze de inamic, refugiații ocupau drumul lor de retragere. Starea proastă a drumurilor și podurilor afectate de ani de conflict și de neglijență, a încetinit coloana lui Phu. Cu apropierea forțelor vietnameze de Nord s-a instalat panica. Retragerea a degenerat într-o goană disperată spre coastă. Până la 1 aprilie ", coloana de lacrimi", a fost aproape complet anihilată. La 20 martie, Thieu a dispus ca Hue, cel de-al treilea cel mai mare oraș din Vietnam, să fie apărat cu orice preț, iar apoi și-a schimbat de mai multe ori politica. Ordinele contradictorii ale lui Thieu au indus în eroare și au demoralizat corpul său de ofițeri. Când nord-vietnamezii au lansat atacul, s-a instalat panica și rezistența ARVN a slăbit. La 22 martie, VPA a început asediul orașului Hue. Civilii au inundat aeroporturile și docurile, cu speranța pentru orice mod de a părăsi țara. Unii chiar au înotat spre mare pentru a ajunge la bărcile și barjele ancorate în larg. În confuzie, soldații ARVN au tras asupra civililor pentru a-și face loc pentru retragere. La 25 martie, după o luptă de trei zile, Hue a căzut. Odată cu prăbușirea rezistenței în Hue, nord-vietnamezii au început să bombardeze cu rachete Da Nangul și aeroportul său. Până la 28 martie 35.000 de trupe VPA erau gata să atace în suburbii. La 30 martie 100.000 de militari ARVN, fără lideri, s-au predat, în timp ce trupele VPA au mărșăluit victorioase prin Da Nang. Odată cu căderea orașului, apărarea Platourilor Centrale și provinciile din nord, de asemenea, nu s-a putut menține.

#### Ofensiva nord-vietnameză finală
Cu jumătatea de nord a țării sub controlul lor, Biroul Politic i-a ordonat generalului Dung  să lanseze ofensiva finală împotriva Saigonului. Planul operațional pentru Campania Ho Și Min a solicitat capturarea Saigonului înainte de 1 mai. Hanoi a dorit să evite venirea musonului și să  prevină orice redistribuire a forțelor ARVN pentru apărarea capitalei. Forțele de Nord, cu moralul ridicat datorită victoriilor recente, au acționat capturând Nha Trang, Cam Ranh și Da Lat. La 7 aprilie, trei divizii nord-vietnameze au atacat Xuan Loc, la 64 km est de Saigon. Nord-vietnamezii au întâmpinat o rezistență acerbă la Xuan Loc din partea  Diviziei 18 ARVN , care au fost în inferioritate numerică de șase la unu. Timp de două săptămâni au fost bătălii sângeroase, timp în care apărători ARVN au făcut ultima încercare de a bloca avansul nord-vietnamez. La 21 aprilie, garnizoanei epuizate i s-a ordonat să se retragă spre Saigon. Cu amar și lacrimi, președintele Thieu a demisionat în aceeași zi, declarând că Statele Unite au trădat Vietnamul de Sud. Într-un atac usturător, el a sugerat secretarului de stat american, Henry Kissinger, că l-a păcălit la semnarea acordului de pace de la Paris cu doi ani în urmă, promițând ajutor militar, care nu s-a materializat. După ce a transferat puterea lui Tran Van Huong, la 25 aprilie 1975 el a plecat în Taiwan. În același timp, tancurile nord-vietnameze au ajuns la Bien Hoa și s-au întors spre Saigon, măturând unitățile izolate ale ARVN-ului care le stăteau în cale. Până la sfârșitul lunii aprilie, ARVN s-a prăbușit pe toate fronturile, cu excepția celor din Delta Mekongului. Mii de refugiați s-au îndreptat spre sud, înainte de atacul comunist principal. La 27 aprilie 1975, 100.000 de militari nord-vietnamezi au înconjurat Saigonul. Orașul a fost apărat de aproximativ 30.000 de trupe ARVN. Pentru a grăbi colapsul și pentru a ațâța panica, VPA a bombardat aeroportul și a forțat închiderea acestuia. Cu evacuarea aeriană închisă, un mare număr de civili au constatat că nu au nicio posibilitate de a pleca din țară.

#### Căderea Saigonului

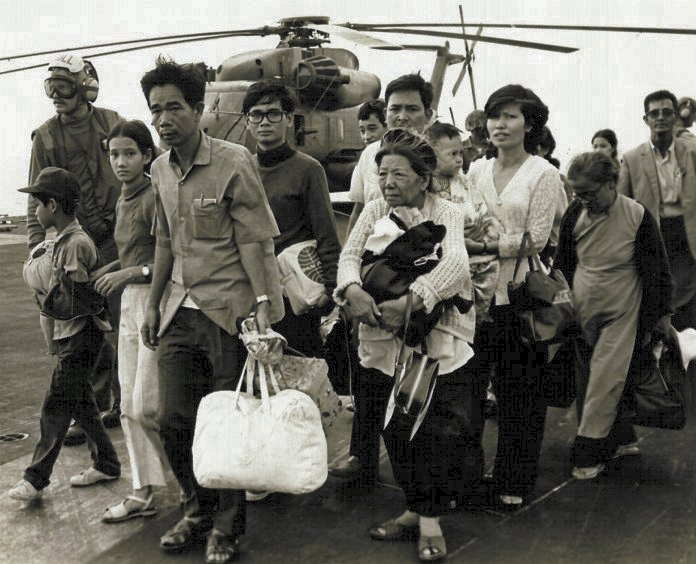
Refugiați sud-vietnamezi la bordul unui portavion american – Operațiunea "Frequent Wind"

A izbucnit haos, neliniște și panică atunci când  oficialii sud-vietnamezi isterici și civili se luptau să plece din Saigon. A fost declarată legea marțială. Elicopterele americane au început evacuarea sud-vietnamezilor, americanilor și cetățenilor străini din diferite părți ale orașului și din  ambasada SUA. Operațiunea Frequent Wind a fost amânată până în ultimul moment posibil, datorită credinței ambasadorului SUA, Graham Martin, că Saigonul ar putea fi apărat și se va ajunge la un acord politic.
Schlessinger a anunțat, la 29 aprilie 1975, dimineața devreme, evacuarea cu elicoptere din Saigon a personalului  diplomatic, militar și civil al SUA care mai rămăse acolo. Operațiunea Frequent Wind a fost, fără îndoială, cea mai mare evacuare cu elicoptere din istorie. Operațiunea a început la 29 aprilie, într-o atmosferă de disperare, deoarece mulțimea isterică de vietnamezi rivaliza pentru spațiul limitat. Martin a solicitat Washingtonului să trimită 700 de milioane de dolari ajutor de urgență pentru a susține regimul și de a-l ajuta să mobilizeze rezerve militare proaspete. Dar opinia publică americană era acrită de acest conflict, în Statele Unite, Vietnamul de Sud fiind perceput ca, deja, condamnat. La 23 aprilie, într-un discurs televizat, presedintele Gerald Ford a declarat sfârșitul războiului din Vietnam și sistarea tuturor ajutoarelor SUA. Operațiunea Frequent Wind a continuat neîntrerupt, dar tancurile nord-vietnamezilor au străpuns apărarea din cartierele mărginașe ale Saigonului.
În primele ore ale dimineții zilei de 30 aprilie 1975, ultimii infanteriști marini americani au evacuat cu elicopterul ambasada, în timp ce civilii disperați pătrundeau în incinta ambasadei SUA. Mulți dintre ei au fost angajați de către americani și acum erau lăsați în voia sorții. La 30 aprilie 1975, trupele VPA au înfrânt toate rezistențele și au capturat rapid clădirile și instalațiile cheie. Un tanc a spart porțile Palatului Independenței și, de la 11:30, ora locală, steagul NLF era arborat pe clădire. Președintele Duong Van Minh, care i-a sucedat lui Huong  s-a predat cu două zile mai devreme. Predarea sa a marcat sfârșitul a 116 de ani de luptă a Vietnamului, fie alături sau împotriva unor țări diferite, în primul rând, China, Franța, Japonia și Statele Unite.

## Poziția altor state în conflict

### Țări Pro-Hanoi

#### Republica Populară Chineză

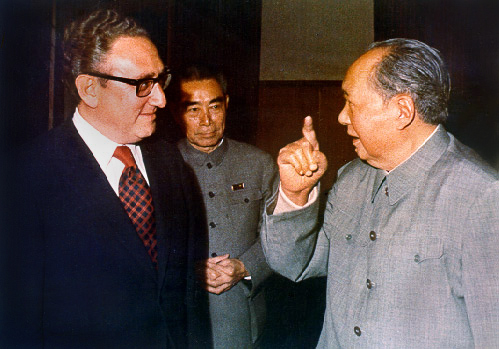
Mao cu Henry Kissinger și Zhou Enlai; Beijing, 1972.

În 1950, Republica Populară Chineză a recunoscut diplomatic Republica Democrată Vietnam a  Viet Minh-ului și a trimis arme, precum și consilieri militari, conduși de Luo Guibo, pentru a ajuta Viet Minh-ul, în războiul cu francezii. Prima schiță din 1954 a Acordului de la Geneva a fost negociată de către primul-ministru francez Pierre Mendes France și premierul chinez Zhou Enlai, care, temându-se de intervenție din partea SUA, a cerut Viet Minh-ului să accepte partajarea Vietnamului de-a lungul paralelei 16. Capacitatea Chinei de a ajuta Viet Minh a scăzut atunci, când, în 1953, ajutorul militar sovietic pentru China a fost redus după sfârșitul Războiului coreean. Mai mult decât atât, un Vietnam divizat reprezenta mai puțină amenințare pentru China.  China asigura suport material și tehnic  comuniștilor din Vietnam în valoare de sute de milioane de dolari. Ajutorul Chinei, constând în orez, a permis Vietnamului de Nord să ia oamenii cu vârsta potrivită serviciului militar și să conceapă un proiect universal în 1960.
În vara anului 1962, Mao Zedong a fost de acord să furnizeze gratuit Hanoiului, 90.000 de puști și pistoale. Începând din 1965, China a trimis baterii de protecție anti-aeriană  și batalioane de geniști Vietnamului de Nord pentru a repara daunele cauzate de bombardamentele americane, a reconstrui drumurile și căile ferate și pentru a efectua alte lucrări de geniu. Acest ajutor a dat posibilitatea unităților militare combatante nord-vietnameze să lupte în sud. Relațiile chino-sovietice s-au răcit după ce, în august 1968, sovieticii au invadat Cehoslovacia. În octombrie, China a cerut Vietnamului de Nord să întrerupă relațiile sale cu Moscova, dar Hanoiul a refuzat  .  În noiembrie 1968, chinezii au început să se retragă pentru a pregăti un posibil conflict cu sovieticii, care a avut loc în martie 1969, pe insula Zhenbao.  China a început, de asemenea, finanțarea Khmerilor Roșii ca o contrapondere la comuniștii din Vietnam, la acel moment. Retragerea Chinei din Vietnam a fost finalizată în iulie 1970. Khmerii Roșii, în 1975-1978, au lansat raiduri feroce în Vietnam. Vietnamul a răspuns printr-o invazie, care a răsturnat Khmerii Roșii. Ca răspuns, în 1979, China a lansat o invazie scurtă, punitivă în Vietnam.

#### Uniunea Sovietică

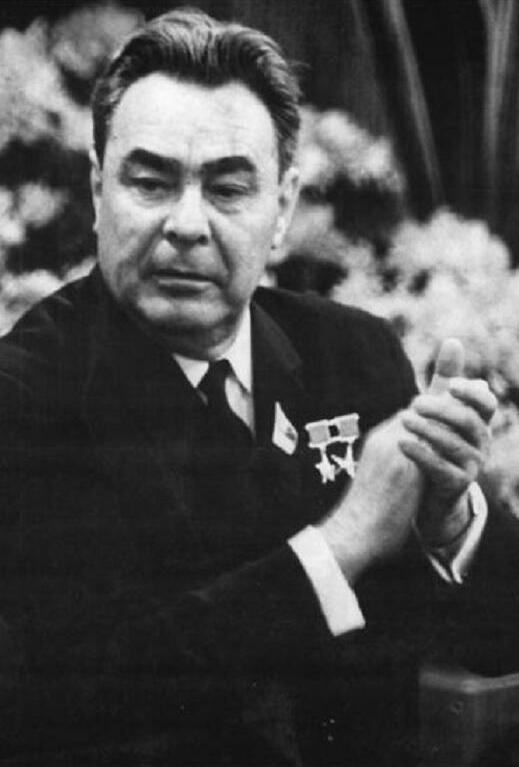
Leonid Brejnev a fost conducătorul URSS în timpul celei de a doua jumătăți a Războiului din Vietnam

Navele sovietice din sudul Mării Chinei dădeau avertismente vitale timpurii forțelor  NLF în Vietnamul de Sud. Navele sovietice de spionaj erau capabile să observe bombardierele B-52  americane care decolau de la Okinawa și Guam. Viteza și direcția acestor avioane erau transmise la sediul COSVN (Oficiul Central pentru Vietnamul de Sud). COSVN din viteza și direcția acestora putea calcula ținta bombardamentelor și să avertizeze pe cei care puteau, astfel, să iasă din calea bombardierelor. Datorită acestor avertismente, în perioada 1968-1970, bombardierele nu au ucis un singur lider militar sau civil la statul major nord-vietnamez. Uniunea Sovietică a furnizat Vietnamului de Nord materiale medicale, arme, tancuri, avioane, elicoptere, artilerie, rachete antiaeriene și alte echipamente militare. Echipajele sovietice au tras rachete sol-aer fabricate în URSS asupra primelor participante la incursiunile de bombardament asupra Hanoi-ului, bombardierele B-52, și din care câteva  au fost doborâte deasupra orașului. Mai puțin de o duzină de cetățeni sovietici și-au pierdut viața în acest conflict. După prăbușirea Uniunii Sovietice, în 1991, oficialii ruși au recunoscut că Uniunea Sovietică, în timpul războiului, avea până la 3.000 de militari în Vietnam. Unele surse rusești oferă date mai precise: materialul donat de către URSS a inclus 2.000 de tancuri, 7.000 de tunuri de artilerie, peste 5.000 de tunuri antiaeriene,  158 de lansatoare de rachete sol-aer.  Pe parcursul războiului, banii sovietici donați cauzei vietnameze au constituit echivalentul a 2 milioane de dolari pe zi. Din iulie 1965 până la sfârșitul anului 1974, în lupta din Vietnam au fost prezenți aproximativ 6.500 de ofițeri și generali, precum și mai mult de 4.500 de soldați și sergenți ai forțelor armate sovietice. În plus, școlile militare și academiile din URSS au început instruirea militarilor vietnamezi (peste 10 000 de persoane).

#### Coreea de Nord
Ca urmare a unei decizii a Partidului Muncitorilor din Coreea din octombrie 1966, la începutul anului 1967, Coreea de Nord  a trimis un escadrilă de avioane de luptă în Vietnamul de Nord să sprijine escadrilele 921 și 923 care apărau Hanoiul.  Această escadrilă a rămas în tot anul 1968, efectivul ei fiind de 200 de piloți.
În plus, au fost trimise cel puțin două regimente de artilerie antiaeriană. Coreea de Nord a trimis, de asemenea, arme, muniții și două milioane de uniforme camarazilor din Vietnamul de Nord.  Se spune că președintele Kim Ir-sen le-ar fi spus piloților săi să "lupte în război, ca și când cerul din Vietnam ar fi propriul lor cer".

#### Cuba
Măsura contribuției Republicii Cuba comuniste în privința  forței de muncă la efortul de război al Vietnamului de Nord este încă o chestiune încă insuficient dezbătută. Atunci și de atunci până azi, guvernele comuniste din Vietnam și Cuba nu au divulgat informații cu privire la această chestiune. Există numeroase rapoarte scrise de foștii prizonieri de război americani care susțin că, în timpul războiului, au observat prezența în penitenciarele nord-vietnameze a unor militari și civili cubanezi  și că aceștia au participat la torturarea prizonierilor, în ceea ce este cunoscut sub numele de "Programul  Cuba".
Printre martorii la acest fapt se numără și senatorul John McCain, candidat prezidențial SUA în 2008  și fost prizonier de război din Vietnam, potrivit cărții sale din 1999, „Credința părinților mei”. Faptul că exista cel puțin un contingent mic de consilieri militari cubanezi prezinți în Vietnamul de Nord în timpul războiului, este fără îndoială. Unele surse, în special cele care pledează în problema prizonierilor de război în Vietnam, susțin că implicarea militară și non-militară din Cuba ar putea fi de „mii de persoane”.

#### Republica Socialistă România
România a oferit mult sprijin Vietnamului de Nord cât timp a durat războiul, în aspecte politice, economice și militare. În aceeași perioadă, astă țară din blocul socialist european era cunoscută pentru rolul de mediator începând din 1965, rodul efortului ei fiind "Semnalul Trinh" din ianuarie 1967, prin care Hanoi a acceptat posibilitatea de negociere cu autoritățile de la Washington D.C.  După cum s-a menționat, ajutorul considerabil de mai multe feluri din partea țărilor Pactului de la Varșovia către Vietnamul de Nord nu a fost gratuit. I s-au acordat multe împrumuturi, dar în 1973, după semnarea acordurilor de pace de la Paris, cu excepția României, toți i-au anulat datoria. 

### Țări Pro-Saigon

#### Coreea de Sud
Mai multe informații: Republica Coreea a trimis la războiului din Vietnam: Corpul Infanteriei Marine, Divizia "Tigru", Dragon Albastru (unitate militară) și Cal Alb (militar)
Pe partea anti-comunistă, Coreea de Sud a avut cel de-al doilea cel mai mare contingent de trupe străine în Vietnamul de Sud, după Statele Unite. În noiembrie 1961, Park Chung Hee a propus lui John F. Kennedy participarea sud-coreeană în război, dar Kennedy nu a fost de acord.  La 1 mai 1964, Lyndon B. Johnson a solicitat participarea Coreei de Sud. Primele trupe ale Coreei de Sud au început să sosească în 1964 și batalioane mari de luptă au început să sosească un an mai târziu. Sud-coreenii, în curând, au câștigat reputație în eficacitate. Într-adevăr, fără îndoială, au efectuat operațiunile de contrainsurgență atât de bine încât comandanții americani considerau că zona de responsabilitate coreeană era cea mai sigură.
Aproximativ 320.000 de soldați sud-coreeni au fost trimiși în Vietnam,  fiecare militar având un serviciu militar de un an. Nivelul maxime al trupelor a ajuns la 50.000 în 1968, însă în 1973 toate trupele au fost retrase. În timpul războiului au fost uciși aproximativ 5.000 sud-coreeni și au fost răniți 11.000. Militarii sud-coreeni au ucis 41.000 soldați Vietcong.  Statele Unite au plătit soldații Coreei de Sud pentru serviciul lor în Vietnamul de Sud cu 236 milioane dolari, și PIB-ul Coreei de Sud a crescut de cinci ori în timpul războiului.

#### Australia și Noua Zeelandă

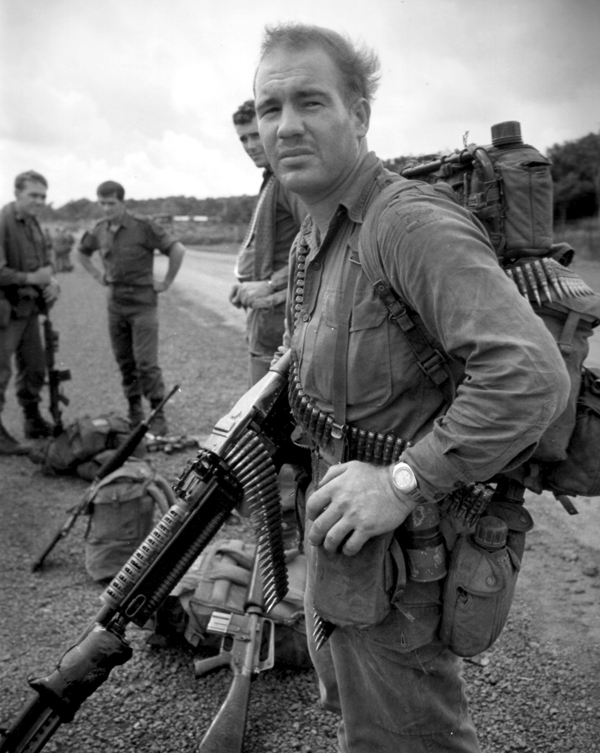
Soldat australian în Vietnamul de Sud

Australia și Noua Zeelandă, aliați apropiați ai Statelor Unite și membri ai Organizației Tratatului Asia de Sud-Est (SEATO) și ANZUS, au trimis trupe terestre în Vietnam. Ambele națiuni au câștigat experiență în lupta împotriva insurgenților și în condiții de junglă, așa cum făcuseră în timpul insurgenței malaeziene și în cel de-al Doilea Război Mondial. Guvernele lor au subscris la Teoria Dominoului și, în consecință, Australia a început prin trimiterea de consilieri în Vietnam, în 1962, iar trupele combatante au fost trimise în 1965. La fel, Noua Zeelandă a trimis, la început, un detașament de geniu și o baterie de artilerie, continuând, apoi, cu trimiterea unor forțe speciale și de infanterie regulată, care au fost atașate la formațiunile australiene .  Angajamentul australian de vârf a fost de 7 672 trupe combatante și Noua Zeelandă cu 552. Mai mult de 60.000 de australieni s-au implicat personal în timpul războiului, din care 521 au fost uciși și mai mult de 3.000 de răniți . Aproximativ 3.000 de neozeelandezi au servit în Vietnam, pierderile fiind de 37 morți și 187 răniți . Majoritatea australienilor și neeozeelandezi au servit în Primul Grup operativ  australian în provincia Phuoc Tuy.

#### Filipinele
În Vietnamului de Sud au fost expediați un număr de 10 450 filipinezi. Acest personal a fost, în primul rând, angajat în proiecte medicale și alte proiecte civile de pacificare. Aceste forțe au operate sub denumirea de PHLCAG-V sau Grupul de Acțiune Civic Filipinez -Vietnamez.

#### Tailanda
Formațiunile armatei tailandeze, inclusiv batalionul"Cobra Reginei", au intrat în acțiune, în Vietnamul de Sud, între 1965 și 1971. Forțele thailandeze au fost folosite mai mult în acțiuni acoperite în Laos, între anii 1964 și 1972, deși formațiunile Thai regulate au fost puternic depășite numeric de "voluntari" neregulați ale unităților CIA - sponsorizate de Poliția de Patrulare Aeriană, care au desfășurat activități de recunoaștere pe partea de vest a Cărării Ho Și Min.

## Armamentul utilizat în conflict
Forțele comuniste au fost înarmate, în principal, cu armament chinezesc și sovietic, deși unele unități de gherilă Viet Cong au fost dotate cu arme de infanterie din Vest, fie cu arme capturate din stocurile francezilor în timpul primului război din Indochina  sau prin achiziționare ilicită.  Pistolul-mitralieră sovietică omniprezentă AK-47 a fost considerat, în general, ca fiind cea mai bună pușcă de asalt din război și nu era neobișnuit să vezi forțele speciale americane echipate cu AK-47 capturate, deoarece  M16 american, care a înlocuit M14, deși era considerată mult mai precisă și mai ușoară decât arma sovietică AK-47, avea dezavantajul că era predispusă la blocare.
| Tip                               | Vietnamul de Nord , Viet Cong | U.S., Vietnamul de Sud, Australia |
| --------------------------------- | --- | --- |
| Vehicule blindate de luptă        | Tancuri T-34/85, T-54, T-55, și PT-76. | Centurion (Armata Australiană), M41 Walker Bulldog, tanc M48A3 Patton, M50 Ontos, M551 Sheridan, M728, V-100 Commando (Poliție) |
| Blindate de transport de personal | BMP-1, BTR-40, BTR-152, BTR-50, BTR-60 | M113 |
| Artilerie                         | BM-21 Grad, obuzier 122 mm 2A18 (D-30), obuzier M1937, M1954 de 130 mm | obuzier M102, obuzier M107, obuzier autopropulsat M109, obuzier autopropulsat M110, obuzier M114 155 mm |
| Aviație                           | MiG-17, MiG-19, MiG-21 | A-1 Skyraider, A-4 Skyhawk, A-6 Intruder, A-7 Corsair, A-37 Dragonfly, AC-47 Spooky, Lockheed AC-130 Spectre, B-52 Stratofortress, B-57 Canberra English Electric Canberra (RAAF), F-4 Phantom II, F-100 Super Sabre, F-105 Thunderchief |
| Elicoptere                        | Mi-6, Mi-8 | AH-1 Cobra, CH-47 Chinook, CH-53 Sea Stallion, Sikorsky CH-54 Skycrane, Bell UH-1 Iroquois |
| Armament antiaerian               | SA-3 Goa, SA-2 Guideline, SA-7 Strela 2, M1939 (61-K) 37 mm, ZPU 14.5 mm cu 1,2 sau 4 țevi, ZSU-57-2, dublu 57 mm]],                                                       | M55 Quad 50, MIM-23 Hawk |
| Arme de infanterie                | AK-47, tun fără recul B-10, tun fără recul B-11, mitralieră antiaeriană DȘK, mitralieră MAT-49, mitralieră RPD, RPG-2, RPG-7, pușcă mitralieră RPK, pușcă semiautomată SKS | pușca M14, M16, M2 Browning, mină antipersonal M18 Claymore, M40, mitraliera M60, M72 LAW, lansator de grenade M79, L1A1, pistol mitralieră Owen, rachetă antitanc Tow                                                                   |
| Rachete aer-aer                   | AA-2 Atoll | AIM-7 Sparrow, AIM-9 Sidewinder |
| Rachete aer-suprafață             | S-75 Dvina | AGM-12, AGM-45 Shrike, AGM-62 Walleye, AGM-78, Rachete Zuni |
| Arme specializate                 | Dispozitive explozive improvizate | BLU-82, Bombe ghidate cu laser, Napalm |

## Consecințele Războiului din Vietnam

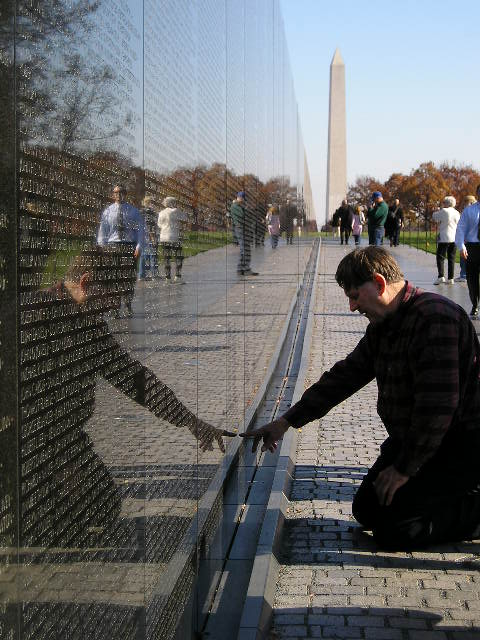
Cicatricea – Monumentul militarilor căzuți în Vietnam (Washington DC), opera Mayei Lin

#### Consecințele asupra Vietnamului
La 2 iulie 1976 prin reunificarea Vietnamului de Sud cu Vietnamul de Nord a fost creată Republica Socialistă Vietnam. Capitala sudului, orașul Saigon a fost redenumit Ho Și Min, astfel exprimându-și respectul față de fostul președinte al Vietnamului de Nord. După unificarea păcii însă nu s-a restabilit pacea în Vietnam. Armata vietnameză încă de la mijlocul anilor 60 lupta în Laos împotriva trupelor regale ale Laosului, până când, în 1975, Pathet Lao comunist a ajuns la putere. În 1978, răspunzînd la atacurile khmerilor roșii din zona de graniță, trupele vietnameze au intrat în Cambogia, unde, în mod ironic, în anul 1979, ei au fost cei care au pus capăt regimului de teroare al khmerilor roșii care a provocat peste un milion de victime în rândul populației cambodgiene. Din cauza intrării trupelor vietnameze în Cambodgia, în februarie 1979, au avut un conflict foarte sângeros de o lună și cu China, când trupele chineze au intrat în partea de nord a Vietnamului (în final, China și-a retras trupele). Trupele vietnameze au rămas până la sfârșitul anilor 80 în Cambodgia, unde au avut sângeroase lupte de gherilă cu khmerii roșii retrași lângă granița thailandeză. Datorită ocupației militare, Vietnamul s-a izolat politic. În 1964 SUA a ordonat aplicarea unui embargou comercial împotriva Vietnamului, care a rămas în vigoare până la 4 februarie 1994.

#### Consecințele asupra SUA
Una din consecințele războiului în SUA a fost că, în 1973, s-a renunțat la serviciul militar obligatoriu. Cheltuielile SUA privind Războiul din Vietnam se estimează între 140-180 miliarde de dolari. Prin comparație, cheltuielile cu Programul Apollo pentru trimiterea omului pe Lună au fost în jur de 20 miliarde de dolari. Generalul Victor Krulak a criticat foarte aspru strategia de uzură a lui Westmoreland care a costat multe vieți americane cu un slab rezultat pozitiv.
| Efectivele americane în Vietnam | Efectivele americane în Vietnam |
| ------------------------------- | ------------------------------- |
| 31 XII 1960                     | 900                             |
| 31 XII 1961                     | 3.200                           |
| 31 XII 1962                     | 11.500                          |
| 31 XII 1963                     | 16.300                          |
| 31 XII 1964                     | 23.300                          |
| 31 XII 1965                     | 184.300                         |
| 31 XII 1966                     | 425.300                         |
| 31 XII 1967                     | 485.600                         |
| 31 XII 1968                     | 536.100                         |
| 31 XII 1969                     | 474.400                         |
| 31 XII 1970                     | 335.800                         |
| 9 VI 1971                       | 250.900                         |

Între anii 1965 și 1975 SUA a cheltuit 111 miliarde de dolari,  generând un mare deficit bugetar. Peste 3 milioane de americani au servit în Războiul din Vietnam dintre care 1,5 milioane au fost implicați activ în lupte. James E. Westheider scria că, în 1968, anul de vârf al intervenției americane în Vietnam, erau 543 000 militari, dar numai 80 000 erau considerați ca făcând parte din trupele combatante.  Până la sfârșitul războiului, pierderile americane s-au ridicat la 58.220 , peste 150.000 au fost răniți și cel puțin 21.000 au suferit dizabilități permanente.  Aproximativ 830.000 veterani americani au suferit de sindromul de stres posttraumatic.Aproximativ 125.000 americani au evitat înrolarea fugind în Canada , iar 50.000 americani aflați în serviciu militar au dezertat,  acestora în 1977 președintele Jimmy Carter le-a garantat iertare necondiționată.

#### Consecințele asupra mediului -Agentul Orange

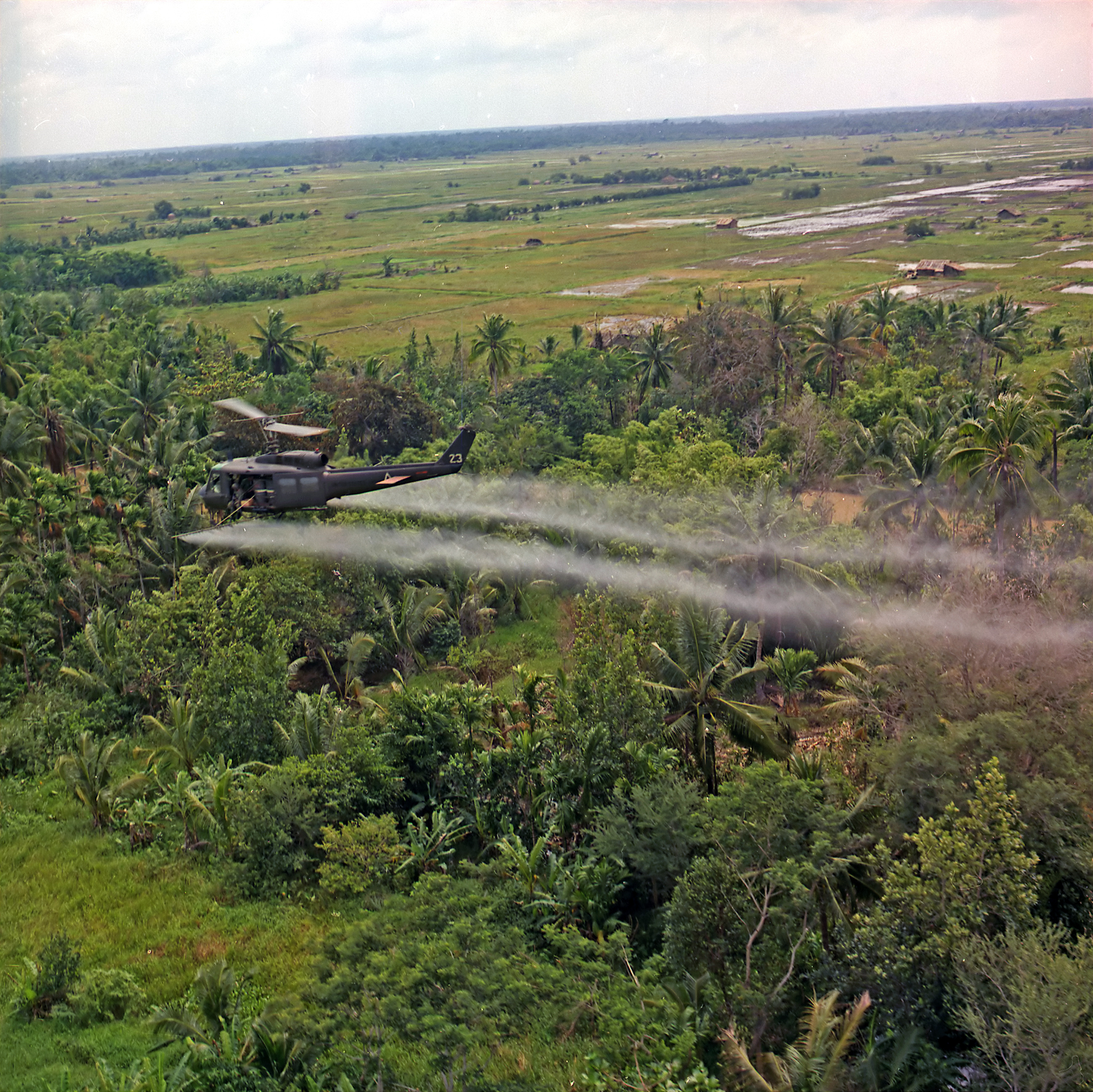
Elicopter american într-o acțiune de defoliere în Delta Mekongului (Vietnamul de Sud)

Operațiunea Ranch Hand a început la începutul anului 1962 și avea ca scop să defolieze coroanele copacilor, și să desece tufișurile pentru a scoate la vedere mișcările din zonă. În această acțiune s-au aruncat substanțe chimice asupra plantelor, printre care și Agentul Orange denumit după culoarea butoaielor, în urma cărora cădeau frunzele. Substanța conținea și dioxină, care era dăunătoare sănătății. Guvernul Vietnamului, după război, a evaluat efectele Agentului Orange, constatând că aproximativ 4,8 milioane de oameni au fost expuși substanței care a produs moartea a 400.000 oameni și tot din această cauză s-au născut 500.000 copii cu malformații. În urma interdicției ONU, s-a sistat utilizarea substanței, apoi, în 1972, a fost transportat pe atolul Johnston, iar în 1977 s-a distrus toată cantitatea rămasă. În afară de Agent Orange, în delta fluviului Mekong armata americană mai folosea și Agent White și Agent Blue până în 1973. În SUA, cercetările efectuate nu au demonstrat în mod clar nocivitatea substanțelor defoliante, din acest motiv SUA nu-și asumă răspunderea pentru persoanele afectate și nici faptul că ar fi folosit substanțe chimice interzise de convențiile internaționale.

## Războiul din Vietnam reprezentat în artă și cultură

#### Filme artistice
| - A Yank in Viet-Nam (1964) - La 317eme section (1965), regia: Pierre Schoendoerffer, un film despre războiul franco-vietnamez cu Jacques Perrin - Operation C.I.A. (1965) - To the Shores of Hell (1966) - The Anderson Platoon (1967) - Philcag in Vietnam (1967) - The Green Berets (1968), regia: John Wayne, cu Ray Kellogg și John Gaddis - The ballad of Andy Crocker (1969) - The Losers (1970) - Free The Army tour (1972) - Hearts and Minds (1974) - Rolling Thunder (1977), regia: John Flynn, cu William Devane, Tommy Lee Jones - The Deer Hunter (Vânătorul de cerbi) [1978], regia: Michael Cimino, cu Robert De Niro, Christopher Walken, John Savage, Meryl Streep - Go tell the Spartans (1978), regia: Ted Post - The Boys in Company C - Coming Home (1978), regia: Hal Ashby - Hair (1979) - Apocalypse Now (Apocalipsul acum) [1979], regia: Francis Ford Coppola - The Odd Angry Shot (1979) - A Rumor of War (1980) (TV) - The Last Hunter (1980) - The Ten Thousand Day War (miniserial TV 1980) - How Sleep the Brave (1981) - Some Kind of Hero (1982) - The Uncounted Enemy (1982) - Rambo (First Blood) (1982), regia: Ted Kotcheff - Don't Cry, It's Only Thunder (1982) - Streamers (1983) - Uncommon Valor (1983), regia: Ted Kotcheff - Missing in Action (1984) - Purple Hearts (1984) - Missing in Action 2: The Beginning (1985) - Cease Fire (1985) - Birdy (1985) - Platoon (1986), regia: Oliver Stone - Combat Shock (1986) - Full Metal Jacket (1987), regia: Stanley Kubrick - Good morning, Vietnam (1987), regia: Barry Levinson - Hamburger Hill (1987) regia: John Irvin - Tour of Duty (1987–1990) - Gardens of Stone (1987) - Hell on the Battleground (1987) - The Hanoi Hilton (1987) - Thou Shalt Not Kill... Except (1987) - Hanoi Hilton (1987) - Bat 21 (1988) | - Braddock: Missing in Action III (1988) - China Beach (Serial TV) [1988–1991] - Off Limits (1988) - Platoon Leader (1988) - Distant Thunder (1988) - Born on the Fourth of July (1989), regia: Oliver Stone - Casualties of War (1989), regia: Brian De Palma - The Siege of Firebase Gloria (1989) - The Iron Triangle (1989) - 84C MoPic (1989) - A Better Tomorrow 3 (1989) - Air America (1990) - Bullet in the Head (1990) - Jacob's ladder (1990), regia: Adrian Lyne - Flight of the Intruder (1991) - The Lost Platoon (1991) - White Badge (1992) - White Ghost (1988) - Heaven & Earth (1993) - Firehawk (1993) - "Forrest Gump" (1994), regia: Robert Zemeckis - The Foot Shooting Party (1994) - Operation Dumbo Drop (1995) - Dead Presidents (1995) - The Walking Dead (1995) - The War at Home (1996) - A Bright Shining Lie (1998) - Héroes de Otra Patria ("Heroes Without a Cause") [1998] - Tigerland (2000), regia: Joel Schumacher - Father Xmas (2001) - Going Back (2001) - We Were Soldiers (2002), regia: Randall Wallace - Word of Honor (2003) - Gamma Squad (2004) - R-Point (2004) - Faith of My Fathers (2005) - L'alba della libertà (2006), regia: Werner Herzog , interpretat de Christian Bale, bazat pe o întâmplare reală - The White Silk Dress (2006), regia: Luu Huynh - American gangster (2007) - Rescue Dawn (2007) - Journey from the Fall (2007) - 1968 Tunnel Rats (2008) - Sunny (2008) - Long Tan (2011) - The Post (2017) |

#### Filme documentare
- Vietnam in HD (2011)
- Inside the Vietnam War (2008)
- National Geographic: Războiul din Vietnam – imagini din partea cealaltă (2004)
- The Fog of War (2003)
- Vietnam Combat (2002) – serial TV
- Battlefield (1994-2002) – sezonul al III-lea
- Battlefront Vietnam (2001) – serial TV
- The Vietnam war: A descent into hell (1999) – serial TV
- BBC Timewatch: Uncle Ho and Uncle Sam (1995)
- BBC Timewatch: The BBC in Vietnam (1995)
- Vietnam: A television history (1983) – serial TV
- Vietnam – The ten thousand day war (1980) – serial TV
- The Anderson Platoon (1967)

#### Literatură
- Michael Herr - Dispatches (1977) – Reportaj literar
- Graham Greene - The quiet American (1955)
- Daniel Lang - Casualties of War
- Ron Kovic - Born on the Fourth of July
- Tim O'Brien - Going after Cacciato (1979)
- Walter Dean Myers - Fallen Angels (1988)
- Tim O'Brien - If I die in a combat zone (1973)
- Tim O'Brien - The Things They Carried (1990)
- Tim O'Brien - In the Lake of the Woods (1994)
- James Webb - Fields of Fire (1978)
- John M. Del Vecchio - The 13th Valley (1982)
- Robert Mason - Chickenhawk (1983)
- Bao Ninh - The Sorrow of War (1993)
- Tobias Wolff - In Pharaoh's Army (1994)
- Karl Marlantes - Matterhorn (2010)

## Jocuri pe calculator
| - Battlefield Bad Company 2: Vietnam (2010) - Call of Duty: Black Ops (2010) - The Hell in Vietnam (2007) - Operation: Vietnam (2007) - Whirlwind Over Vietnam (2007) - Vietnam War: Ho Chi Minh Trail (2006) - Vietcong 2 (2005) - Elite Warriors: Vietnam (2005) - Men of Valor (2004) - ShellShock: Nam '67 (2004) | - Vietnam Carrier Ops (2004) - War Over Vietnam (2004) - Wings Over Vietnam (2004) - Conflict: Vietnam (2004) - Battlefield Vietnam (2004) - Vietnam: Ho Chi Minh Trail (2004) - Vietcong (játék)\|Vietcong (2003) - Line of Sight: Vietnam (2003) - Tour of Duty (játék)\|Tour of Duty (2002) | - Search & Rescue: Vietnam MED+EVAC (2002) - Vietnam Air War (2002) - Vietnam Med Evac (2002) - Platoon (játék)\|Platoon (2002) - Squad Battles: Vietnam (2001) - Vietnam 2: Special Assignment (2001) - Vietnam: Black Ops (2000) - Conflict in Vietnam (1986) - Eve of Destruction (2003-) (Battlefield/Battlefield 2 mod) |